# Frankfurt am Main
Frankfurt am Main (rövidítve Frankfurt a. M., magyarul Majna-Frankfurt vagy egyszerűen csak Frankfurt) Hessen tartomány legnagyobb, Németország ötödik legnagyobb városa több mint 761 ezer, az agglomerációval együtt kb. 2,5 millió lakossal. A mai német közigazgatás rendszerében járási jogú város (kreisfreie Stadt). A város egyben Németország legnagyobb tartományi határokon is átívelő, 5,8 millió lakost számláló modern gazdasági körzetének, a Rajna–Majna nagyvárosi régió (Metropolregion Rhein-Main) központja.
Az egykori német császári koronázóváros ma már nemcsak Németország, de Európa legfontosabb pénzügyi, közlekedési, kereskedelmi és kulturális központja is. Itt székel az Európai Központi Bank, valamint itt található Európa egyik legnagyobb tőzsdéje, a Frankfurti Értékpapírtőzsde és a világ legnagyobb határidős tőzsdéje, az EUREX. Frankfurtban található továbbá Európa egyik legnagyobb nemzetközi repülőtere és Németország legnagyobb vasúti pályaudvara. Frankfurt az Európai Unió egyik leggazdagabb városa. A német Manager Magazin 2007-es felmérése szerint az élet minőségét tekintve hetedik helyen áll a világon.
Frankfurt a középkor óta a német területek egyik legfontosabb városa. Először 794-ben említik egy dokumentumban, 1372 óta pedig császári város volt. A Német-római Birodalom 1806-os megszűnése előtt, itt választották meg a német-római uralkodok nagy részét, 1562-től pedig császárrá is koronázták őket. 1815-től Frankfurt szabad város lett, a Német Konföderáció szuverén tagállama lett és egyben politikai központjává vált. Ez volt a Szövetségi Közgyűlés, valamint 1848/49-ben az Országgyűlés és az Ideiglenes Központi Hatóság székhelye. Az 1866-os Porosz–osztrák–olasz háború után Poroszország annektálta Frankfurt szabad városát. A gyors iparosodás a népesség növekedéséhez vezetett. 1875-ban a városnak több mint 100 000, míg 1928-ra több mint 500 000 lakosa volt. Az európai egyesítés iránti elkötelezettség jeleként Frankfurt 1998 óta Európa városának nevezi magát.
Központi elhelyezkedésének köszönhetően Frankfurt a német és az európai közlekedési hálózat csomópontjánál fekszik.
Frankfurt különlegessége, hogy európai város létére különlegesen sok sokemeletes felhőkarcolókkal rendelkezik, mely azóta eggyé vált a város látképével. Néhány felhőkarcolója Európa legmagasabb épületei közé tartozik, ezért is nevezik a várost néha ironikusan Mainhattannek, vagy a Majna menti Chicagónak. A város történelmi nevezetességei az óvárosi részben helyezkednek el, melyek teljes egészét rekonstruálták a második világháború pusztításai után (Römer városháza, a Dom-Römer-Arealt és a Kaiserdom). A város területének több mint 40 százalékát parkok és tájvédelmi körzetek borítják, beleértve a frankfurti zöldövezetet és a városi erdőt, mely 1372 óta a város tulajdonában van.

## Nevének eredete
Az első írásos forrás 794-ből ófrank nyelven Frankonovurd-ként latinul pedig Vadum Francorum néven említi a települést. A név jelentése mindkét nyelven „a frankok gázlója”.
A Nyugatrómai Birodalom szétesése után a frankok telepedtek le az alemannok után a vidéken, ahol egy fontos kereskedelmi út húzódott. A Main folyó medrében ezen a részen, a mai Alte Brücke (Régi híd) közelében, egy természetes sziklagát feküdt, ami normális vízállás mellett lehetővé tette a biztonságos átgázolást. Kelet-Németországban található egy másik Frankfurt nevű település, Frankfurt an der Oder, ezért megkülönböztetésül használják az „am Main” kifejezést. Jelentése: Frankfurt a Majnánál vagy Majna-Frankfurt.

## Címere

Alternatív címer az 1920-as évekből

A város ma is használatos történelmi címere egy vörös mezőben arany koronát viselő ezüst színű sas, arany színű lábakkal és csőrrel, kék nyelvvel és karmokkal. Eredete a 13. századi egyfejű birodalmi sasra vezethető vissza, a település egykori birodalmi városként élvezett függetlenségének jelképe az általa viselt korona. Az egyfejű birodalmi sas koronával a 13. századból származik. 1841-ben Eduard Schmidt von der Launitz szobrász készítette el a ma is használatos címert.
Az 1920-as években a radikális Hans Leistikow grafikus egy új címert tervezett, amely 1936-ig volt használatos, amikor is visszaállították a régit. A második világháború után másfajta sas-ábrázolást alkalmaztak, végül 1952-ben véglegesítették a ma is használatos címert.

## Fekvése
Németország délnyugati részén, a Majna alsó szakaszán, annak mindkét partján terül el, délkeletre a Taunus-hegységtől. Ez a terület a Felső-rajnai-síkság északi részén található, amely Bázeltől egészen a Rajna–Majna medencéig nyúlik. A város legmagasabban fekvő természetes pontjának tengerszint feletti magassága 212 m, míg a legalacsonyabban fekvőé 88 m. Frankfurt déli részén egy kb. 4800 hektáros erdő fekszik, ami egyben Németország legnagyobb kiterjedésű városhatáron belüli erdős területe.
Gazdaságföldrajzi szempontból a város a Rajna–Majna nagyvárosi régióhoz tartozik. Ennek a régiónak része még többek között Hessen fővárosa Wiesbaden, Rajna–Pfalz fővárosa Mainz, Darmstadt, Offenbach am Main és Hanau.

## Éghajlat
| Hónap                          | Jan. | Feb. | Már. | Ápr. | Máj. | Jún. | Júl. | Aug. | Szep. | Okt. | Nov. | Dec. | Év   |
| ------------------------------ | ---- | ---- | ---- | ---- | ---- | ---- | ---- | ---- | ----- | ---- | ---- | ---- | ---- |
| Átlagos max. hőmérséklet (°C)  | 4,2  | 5,9  | 10,7 | 15,4 | 20,0 | 23,1 | 25,5 | 25,1 | 20,3  | 14,6 | 8,4  | 4,9  | 14,9 |
| Átlagos min. hőmérséklet (°C)  | −1,1 | −1,1 | 2,1  | 4,9  | 9,1  | 12,3 | 14,4 | 14,0 | 10,5  | 6,6  | 2,8  | −0,1 | 6,2  |
| Átl. csapadékmennyiség (mm)    | 45   | 41   | 48   | 42   | 63   | 58   | 65   | 57   | 53    | 55   | 49   | 54   | 629  |
| Havi napsütéses órák száma     | 50   | 80   | 121  | 178  | 211  | 219  | 233  | 219  | 156   | 103  | 51   | 41   | 1662 |
| Forrás: Deutscher Wetterdienst |      |      |      |      |      |      |      |      |       |      |      |      |      |

## Történelme

### A kezdetek
Az óváros területe eredetileg a Majna folyó több ága által átszőtt mocsaras vidék volt. Ebből szigetszerűen emelkedett ki egy domb, amely csak nyugati irányból volt száraz lábbal elérhető. A domb közelében egy gázló (németül: Furt) tette lehetővé az átkelést a folyón, így a helynek már az ókorban is komoly gazdasági és katonai jelentősége volt.
A régészeti leletek egészen az újkőkorszakig nyúlnak vissza. Településre, épületekre utaló nyomok azonban csak a római kortól állnak rendelkezésre. A történészek feltételezése szerint a rómaiak az 1. század utolsó negyedében létesítettek itt települést. Erre utalnak a római fürdő maradványai, amely egy kisebb katonai tábor castellum része lehetett, amit azonban feltételezések szerint már a 2. század folyamán felszámoltak és a helyére egy villát építettek. Ebből az időszakból került elő régészeti feltárások során néhány gazdasági épület is.
Régészeti leletek utalnak arra is, hogy a szóban forgó terület a Merovingok idején is folyamatosan lakott volt.

### Nagy Károlytól Gutenbergig

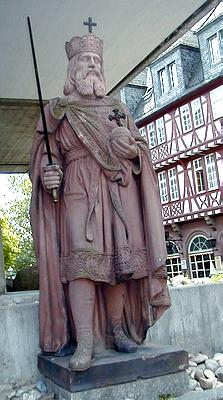
Nagy Károly szobra Frankfurtban

A várost említő legkorábbi írásos emlék a 794. február 22-én Nagy Károly által a regensburgi Szent Emmerám-kolostor részére kiadott oklevele. A latin nyelvű szöveg „…actum super fluvium Moin in loco nuncupante Franconofurd”, magyar fordításban: „kiállíttatott a Majna folyónál egy olyan helyen, melyet Frankfurtnak neveznek.”
A 843-as verduni szerződés után a város gyakorlatilag a Keleti Frank Birodalom fővárosává (Principalis sedes regni orientalis) és birodalmi gyűlések színhelyévé vált. Itt történt 1152-ben Barbarossa Frigyes „pajzsra emelése”, azaz német királlyá választása. Ezen hagyományteremtő esemény után a város a német királyválasztások szokásos színhelye. Frankfurt királyválasztói státusát az 1356-os német Aranybulla erősíti meg. 1562-től itt koronázták a német-római császárokat, legutolsóként 1792-ben a Habsburg–Lotaringiai-házból származó II. Ferencet.
Frankfurt 1220-ban nyerte el a „szabad birodalmi város” (freie Reichsstadt) státust.
A frankfurti őszi vásárt említő első írásos dokumentum 1150-ből származik. 1240-ben II. Frigyes német-római császár megerősíti a vásári jogokat: oklevelében királyi védelmet biztosít a vásárra és az onnan haza igyekvőknek. 1330-ban IV. Lajos német-római császár engedélyezi év eleji vásárok tartását, amelyek fő árucikkei a bor és a gyapjú.

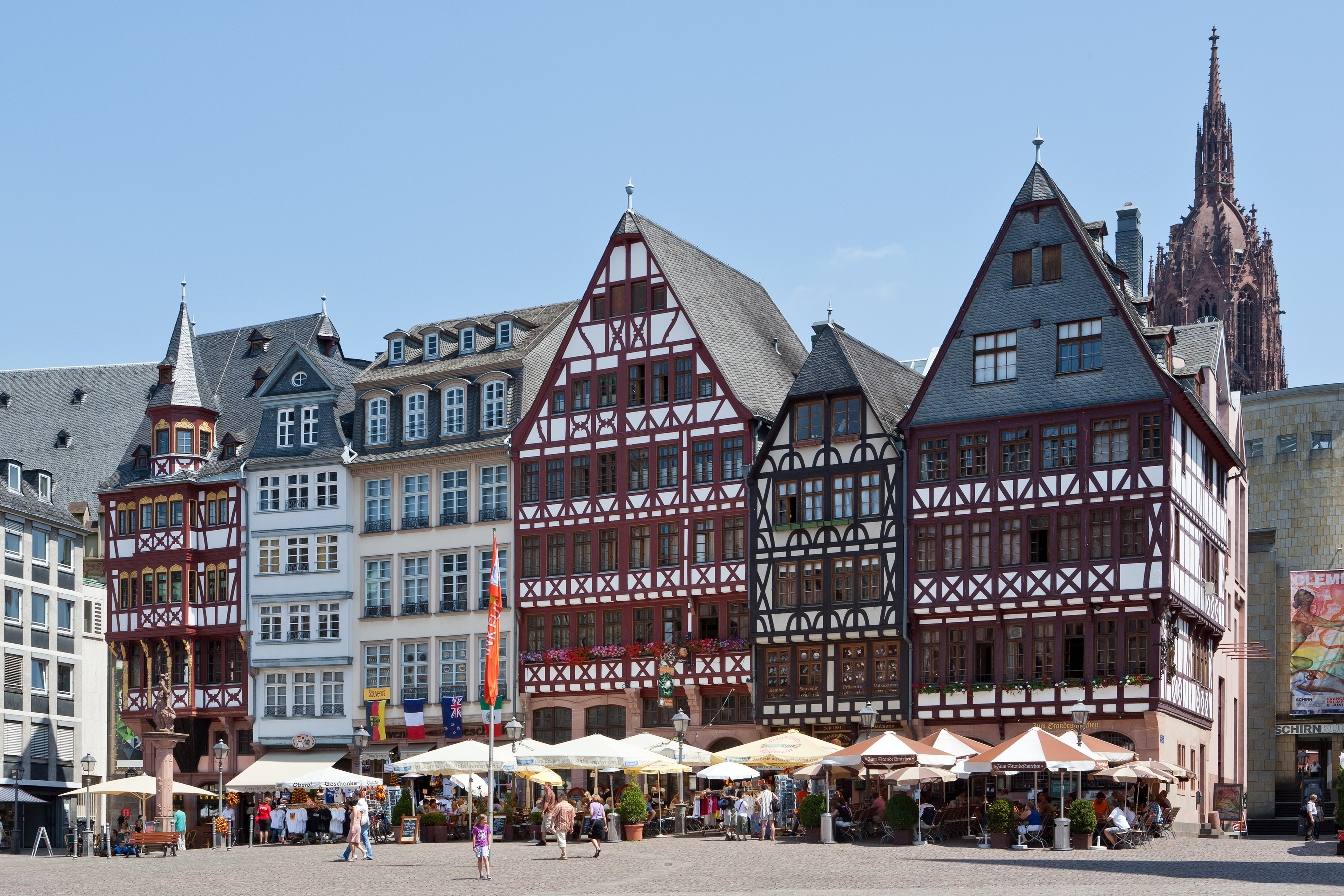
Römerberg favázas házai

Frankfurt 16. századtól kezdődő kulturális felvirágzásában jelentős szerepet játszott a könyvnyomtatás feltalálása a szomszédos Mainzban, 1450 körül. A 15. századtól a 17. század végéig (majd később 1949-től) Frankfurtban tartják Németország, sőt a világ legjelentősebb könyvvásárát a Frankfurti Könyvvásárt.

### A reformációtól a Német-római Birodalom felbomlásáig
A reformáció 1530 körül érte el Frankfurtot. Némi habozás után 1536-ban a város belépett a schmalkaldi szövetségbe, azonban a Duna melléki csúfos hadi kudarc után 1546 decemberében megnyitotta kapuit a császári seregek előtt.
1531-46 között Frankfurtban a protestáns fejedelmek több konventet is tartottak. 1558 március 14-én a frankfurti birodalmi gyűlés a közügyektől visszavonuló V. Károly helyére I. Ferdinándot választották német-római császárrá.
A 16. század második felében számos református holland család talált menedéket a városban. Üzleti tevékenységük jelentősen serkentette a vállalkozói szellemet. Ők azonban hamar összetűzésbe kerültek a városi tanácsot ellenőrzésük alatt tartó evangélikus patríciusokkal, akik a református istentiszteleteket hosszú időre betiltották. Az első frankfurti református templom így csak 1787-ben épülhetett fel.
Frankfurt kontinentális jelentőségű kereskedő- és vásárvárossá válásával párhuzamosan szembesült azzal a problémával, hogy itt számtalan állam valutája forgott. Az átváltási árfolyamok áttekinthetetlensége a csalók és uzsorások malmára hajtotta a vizet. 1585-ben a frankfurti üzletemberek először egyeztették egymással a átváltási árfolyamokat és szabályozták a különböző valuták kereskedését: ezzel megszületett a frankfurti tőzsde.

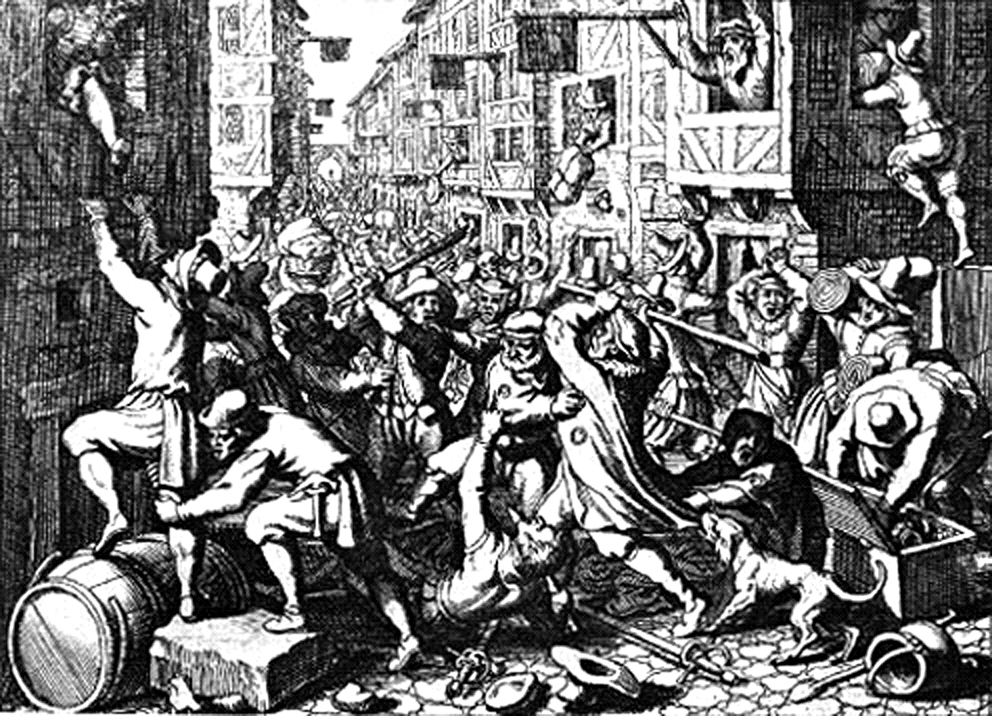
A Judengasse kifosztása a Fettmilch-felkelés idején

Amikor 1612-ben I. Mátyás császár megerősítette a városi kiváltságokat, zavargások törtek ki a városban. A polgárság egy főleg kézművesekből álló csoportja Vinzenz Fettmilch mézeskalács-készítő vezetésével a gazdag patríciusok befolyása alatt álló városi tanács ellen fordult, majd a csőcselék kifosztotta a Judengasse mentén elterülő zsidó gettót. A Fettmilch-felkelést császári segítséggel, a Hessen-kasseli őrgrófság és a Mainzi fejedelemség közreműködésével sikerült leverni: 1616-ban a hét vezetőjét felségárulás vádjával halálra ítélték és a céheket is feloszlatták. Az elüldözött zsidók – miután jogaikat a császár visszaállította (poenale restitutorium) – katonai kísérettel visszatértek a városba.
A harmincéves háború során Frankfurt megőrizte függetlenségét. Az 1648-as vesztfáliai béke megerősítette Frankfurt birodalmi város státusát és hamarosan beköszöntött a jólét új korszaka. A fegyveres konfliktusok több mint 100 éven át elkerülték a várost.
A felvilágosodás jelentősen hozzájárult a város gazdasági és kulturális fejlődéséhez: 1749-ben megszületett Johann Wolfgang von Goethe; 1763-ban fellépett a városban Wolfgang Amadeus Mozart és nővére Maria Anna; 1784-ben sor kerül Friedrich Schiller Ármány és szerelem című drámájának ősbemutatójára a Frankfurti Nemzeti Színházban. II. Lipót 1790-es és II. Ferenc 1792-es frankfurti koronázását a kor monumentális eseményei között tartják számon.
A hétéves háború alatt a város mindvégig francia megszállás alatt állt.

### Napóleontól a porosz annexióig

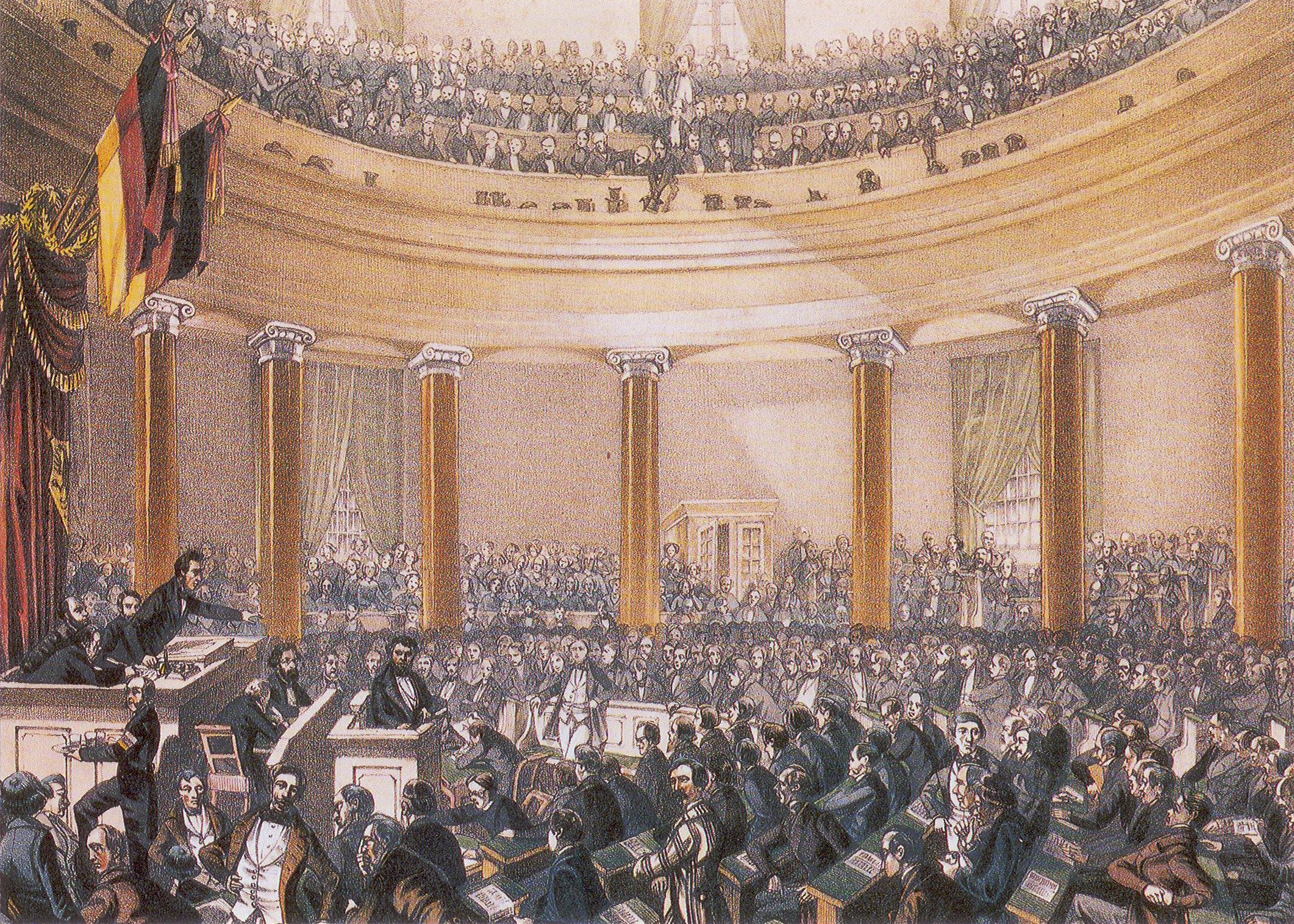
A német nemzetgyűlés ülése 1848-ban, a frankfurti Paulskirchében

A Német-római Birodalom 1806-os felbomlásával Frankfurt Karl Theodor von Dalberg hercegprímás kormányzása alá került, aki azt a Regensburgi és Aschaffenburgi fejedelemségekkel egyesítette a Rajnai Szövetség részeként. 1810-ben azonban lemondott ezekről a területekről Bajorország javára. 1810–1813 között Frankfurt városa az aschaffenburgi területekkel együtt alkotta a rövid életű Frankfurti Nagyhercegséget.
Napóleon bukása után a bécsi kongresszus 1815. június 8-án visszaállította Frankfurt Szabad Város (Freie Stadt Frankfurt) státusát. Hamburg, Bréma és Lübeck mellett egyedül Frankfurt őrizte meg ezt a kiváltságot egészen a modern időkig. A Német Szövetség Frankfurtban tartotta szövetségi gyűléseit 1815–1866 között. Az 1848. márciusi polgári forradalom során létrejött nemzetgyűlés 1848. május 18. – 1849. május 31. között a frankfurti Paulskirchében ülésezett. Az itt elfogadott, a parlamentáris demokrácia elveit követő alkotmány szolgált alapjául később, 1919-ben a weimari köztársaság, illetve 1949-ben a Német Szövetségi Köztársaság alkotmányának.
Az 1866-os osztrák–porosz háborúban a város az osztrák császár pártjára állt, bár bizonyos gazdasági és külpolitikai érdekek a poroszokhoz való csatlakozás mellett szóltak. Július 18-án a poroszok elfoglalták, október 2-án pedig annektálták a várost, amely ezzel elvesztette függetlenségét: közigazgatásilag Hessen-Nassau tartomány wiesbadeni kormányzói kerületének rendelték alá, a hadisarctól azonban eltekintettek.

### A 19. század vége és a 20. század

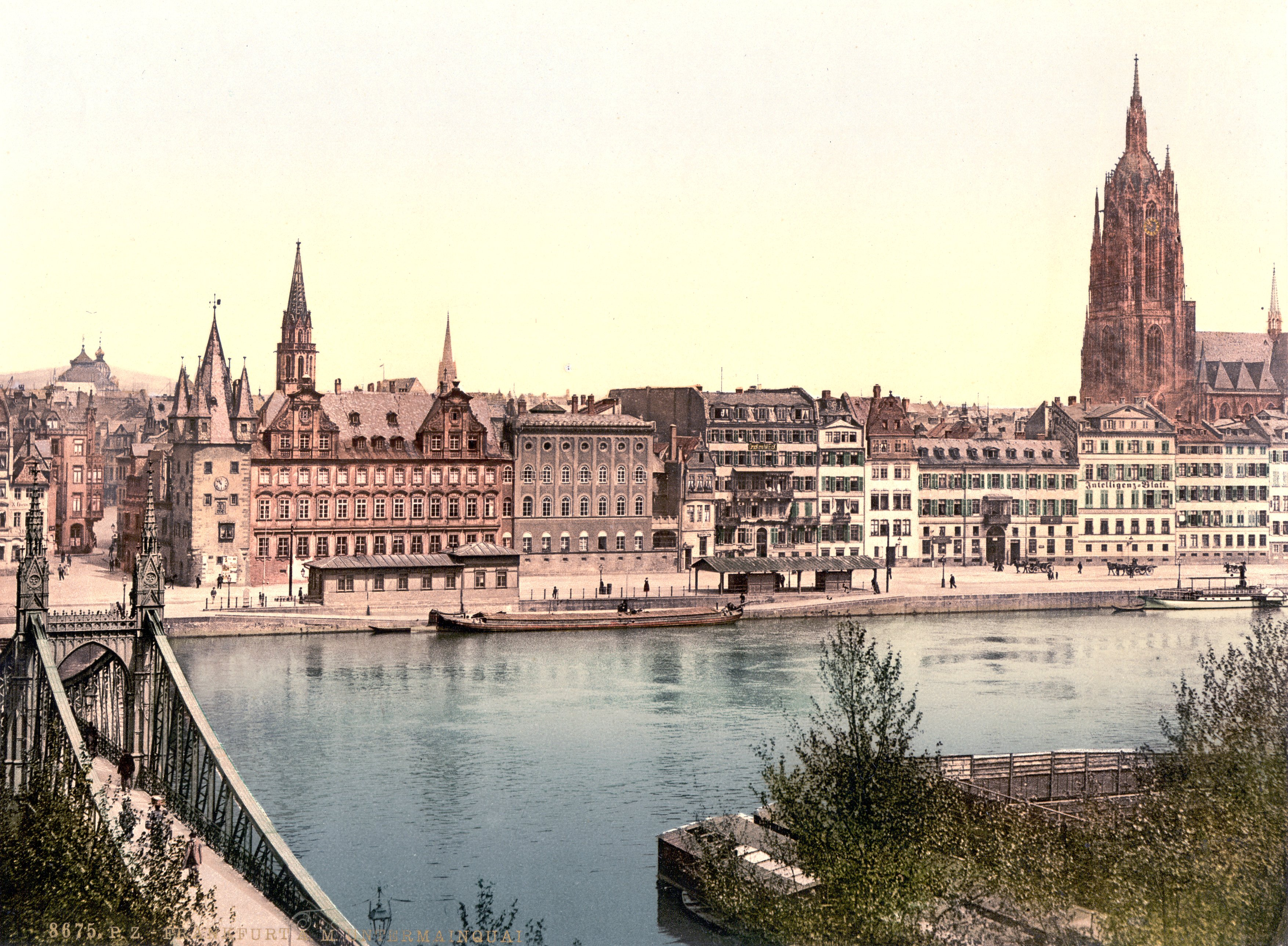
Városkép 1900 körül

1871-ben Frankfurtban írták alá az 1870–71-es porosz–francia háborút lezáró frankfurti békét.
A porosz annexió jótékony hatással volt a város fejlődésére: az azt követő évtizedekben igazi ipari központtá vált. Számos környező település csatlakozott a városhoz, amelynek így nemcsak népessége, hanem kiterjedése is ugrásszerűen megnőtt. A 20. század elején rövid ideig Németország legnagyobb területű városának számított.
A nemzetiszocializmus idején 9000 zsidót deportáltak Frankfurtból. A második világháború folyamán a szövetséges bombatámadások csaknem az egész belvárost megsemmisítették. Az 1944-ig a maga nemében egyedülálló, csaknem érintetlen középkori városképet gyakorlatilag képtelenség lett volna helyreállítani, de egyébként is már a 20. század elejétől komoly viták folytak a városban a belváros átépítésének szükségességről. Az óváros képét így ma főleg 50-es évekbeli betonépületek határozzák meg az egykori, favázas házakkal szegélyezett szűk utcák labirintusa helyett.
A háború után az amerikai csapatok a városban rendezték be főhadiszállásukat. A város röviddel ezután a nyugati megszállási övezetek (trizóna) közigazgatási központja lett. A szövetségi főváros kiválasztásakor csak egy hajszálnyival maradt el a Konrad Adenauer által favorizált Bonn mögött. Még egy parlamenti épületet is felépítettek, ez ma a Hessischer Rundfunk állami rádiónak és televíziónak ad otthont. A háború után a város ismét gazdasági központtá fejlődött.
Az Európai Központi Bank 1999 óta székel a városban.

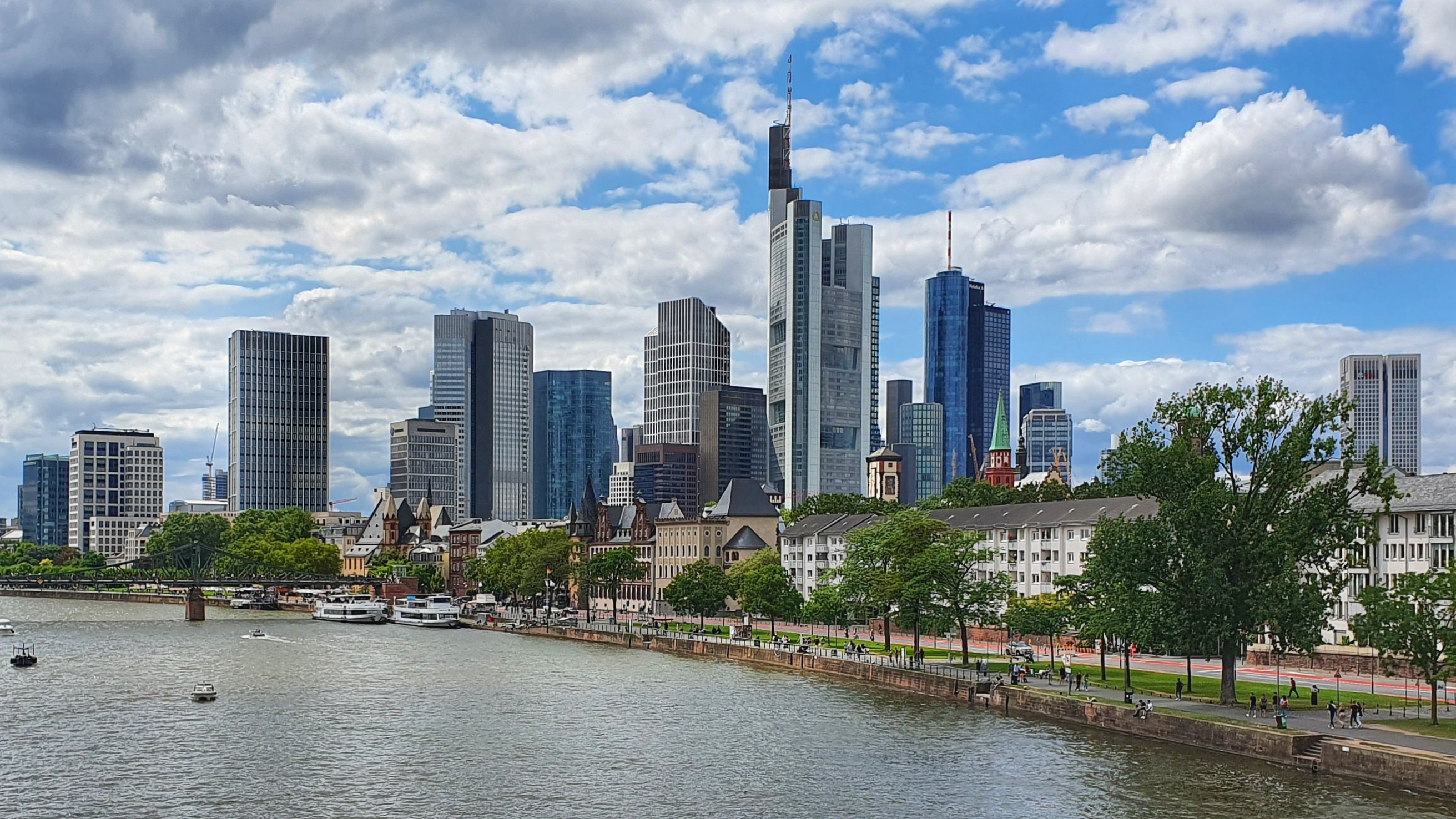
Frankfurt üzleti negyede

## Népesség
Frankfurt lakossága már 1875-ben meghaladta a 100 000, 1905-ben pedig a 400 000 főt. A második világháború alatt nagy emberveszteség érte, a harcok öt éve alatt 200 ezer fővel esett vissza a város lakossága. A háború utáni gazdasági fellendülés nagyszámú munkást vonzott a városba, így a népesség hamarosan elérte, majd meghaladta a háború előtti szintet. Jelenleg Frankfurt lakosságának negyede nem német állampolgár, hanem javarészt vendégmunkások, illetve a város nemzetközi pénzügyi szervezeteinél dolgozó külföldi szakember.

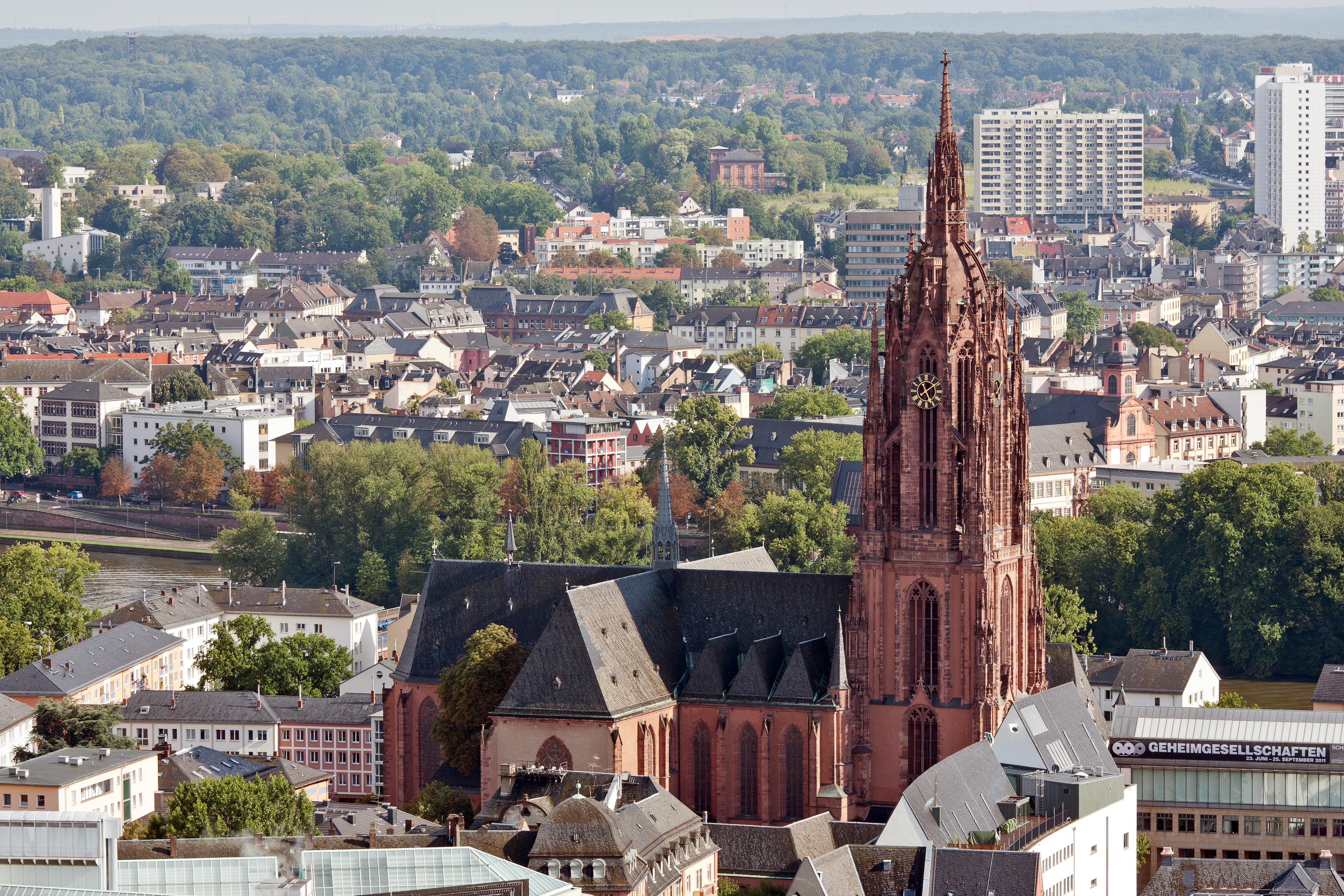
A Kaiserdom

Ma a városnak több mint 764 ezer lakosa van, míg szűkebb értelemben vett vonzáskörzetében kb. 2,5 millióan élnek. A Rajna–Majna régió pedig – amelynek Frankfurt a központja – a maga 5,8 milliós népességével a Rajna–Ruhr-vidék után Németország második legnagyobb nagyvárosi tömörülése, amely több mint 2 millió fővel előzi meg Berlint lakosságszámban.

## Gazdaság

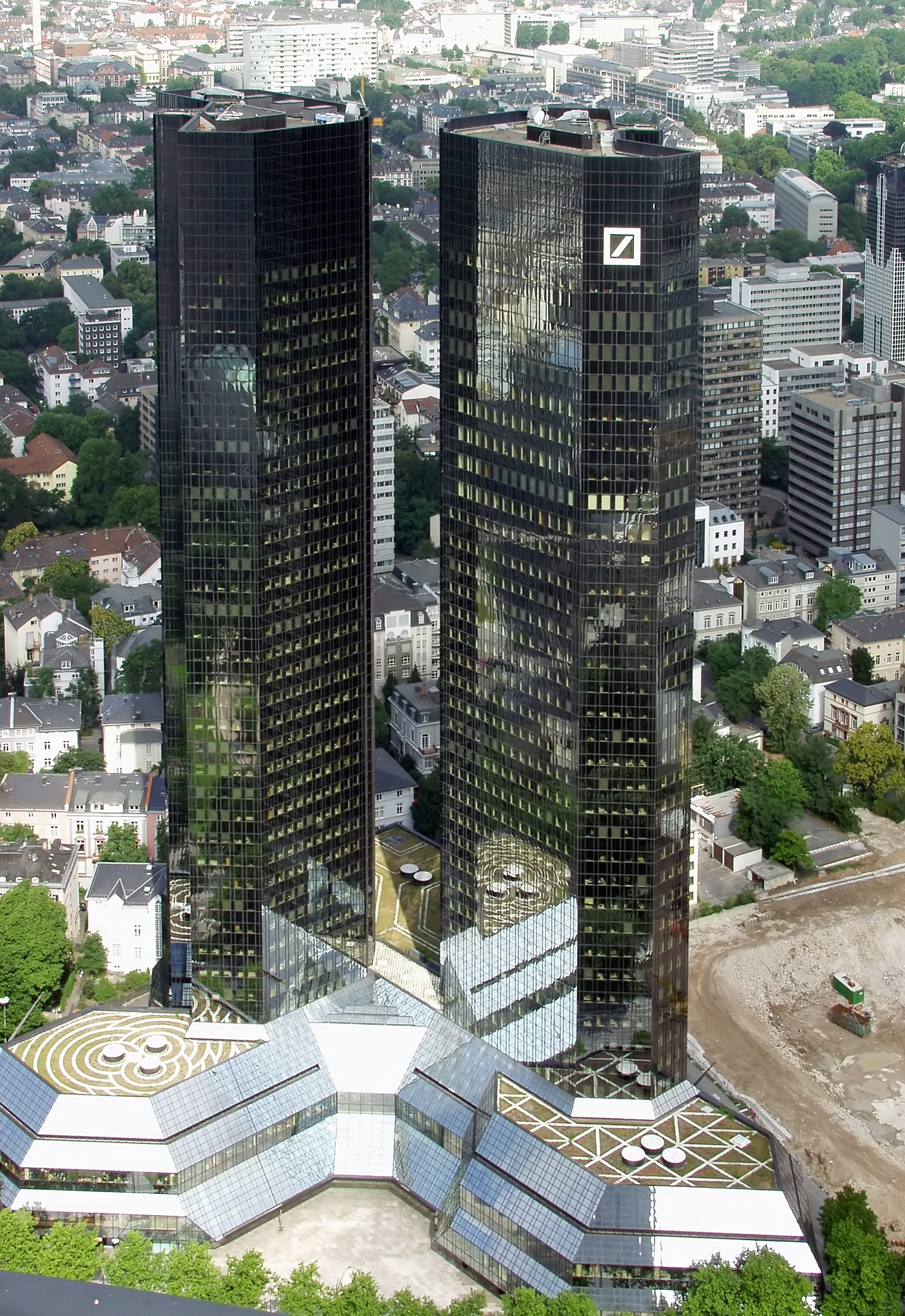
A Deutsche Bank ikertornyai, becenevükön a „tartozik” és „követel”

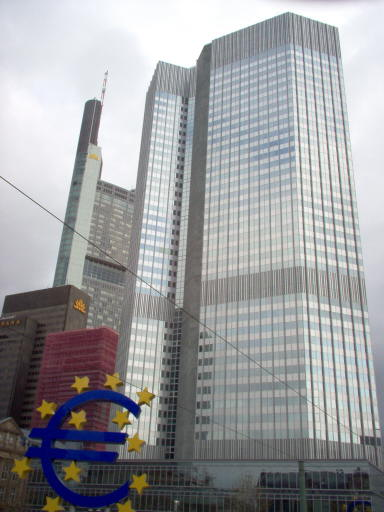
Az Európai Központi Bank épülete

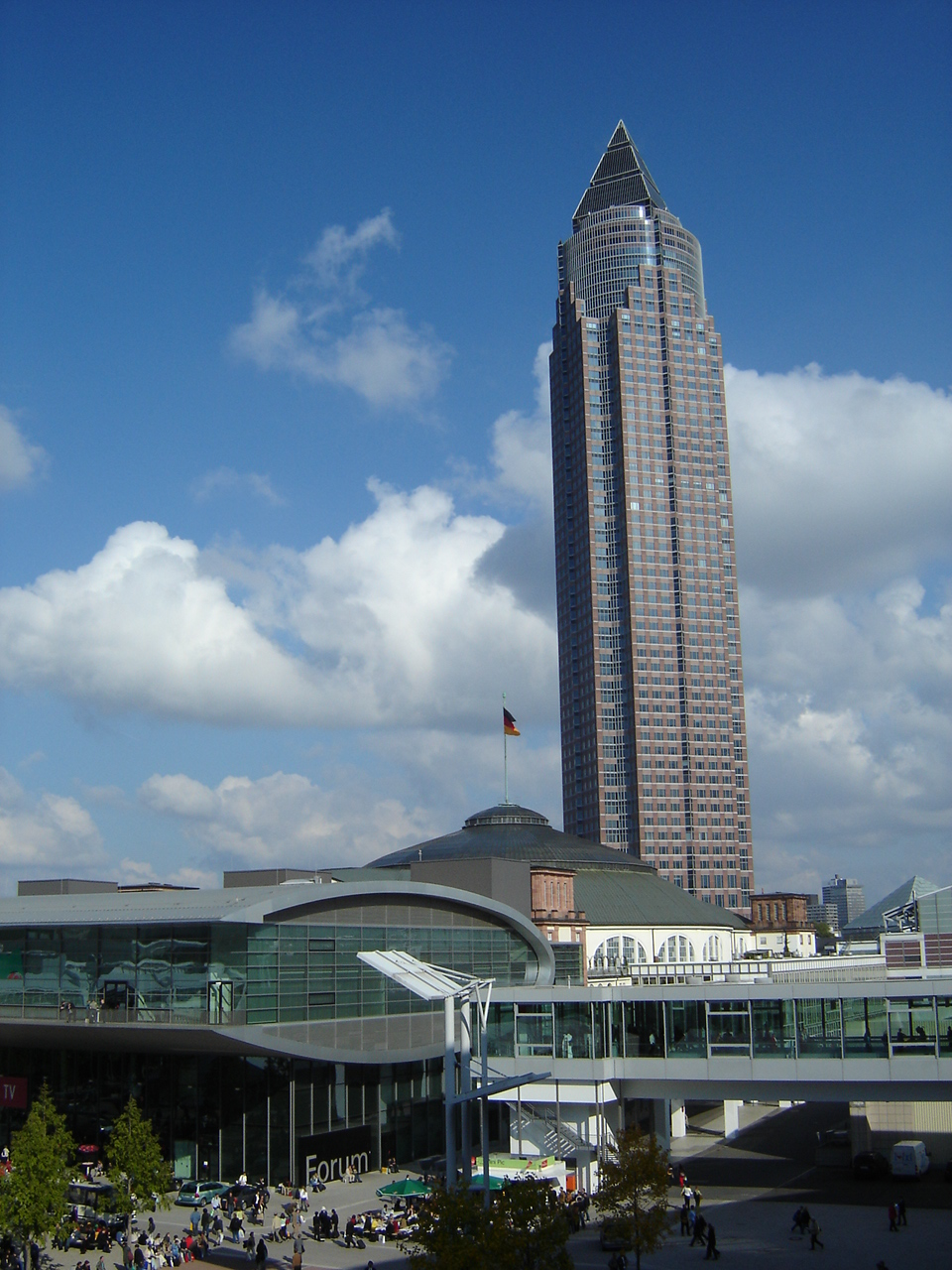
Messeturm és a Frankfurti Vásár

### Pénzügyi vállalatok
Frankfurt am Main elsősorban nemzetközi pénzügyi központként ismeretes világszerte. A belvárosban találhatók a három legnagyobb német bank központi épületei. A Taunusanlage park közelében, a Mainzer Landstraße elején magaslanak a Deutsche Bank AG ikertornyai. Csak néhány utcával arrébb emelkedik a Commerzbank AG 300 méter magas központi épülete. Frankfurtból irányítják a Dresdner Bank AG-t is. A legnagyobb német direktbank, az ING-DiBa is frankfurti székhelyű. A jelentősebb frankfurti központú magánbankok közé tartozik még a Bankhaus Metzler, a Hauck & Aufhäuser, a holland ABN Amro-Bank tulajdonában lévő Bankhaus Delbrück Bethmann Maffei és a BHF-Bank.
Ezt a listát egészíti még ki a DZ Bank, a DekaBank, a Frankfurter Sparkasse és a Landesbank Hessen-Thüringen (Helaba). Mindezeken túlmenően még csaknem 300 egyéb, jellemzően külföldi bank képviselteti magát a városban. A Deutsche Börse AG által üzemeltetett Frankfurti Értékpapírtőzsde (Frankfurter Wertpapierbörse, becenevén parketta) és a XETRA nevű elektronikus értékpapír-kereskedelmi rendszer révén Frankfurt London után Európa legnagyobb értékpapírpiaca.
A világ legnagyobb határidős tőzsdéje, az EUREX is Frankfurtban üzemel.

### Iparvállalatok és érdekképviseleti szervezetek
Frankfurtban a pénzügyi intézmények mellett sokrétűen képviseltetik magukat a különböző iparágak. Találhatóak itt többek között vegyipari nagyvállalatok, reklám- és szoftvercégek, érdekképviseleti szervezetek. A jelenleg még állami kézben lévő német vasúttársaság, a Deutsche Bahn több fontos központi részlege is a városban székel.
Frankfurtot a Hoechst AG révén hosszú évekig „a világ gyógyszertáraként” is emlegették. A város nyugati részén, a Majna mentén elterülő Höchst Ipari Park (Industriepark Höchst) az európai vegyipar három legnagyobb telephelyének egyike.
Az érdekképviseleti szervezetek közül kiemelendő többek között a Vegyipari Szövetség (Verband der Chemischen Industrie – VCI), a Német Gépipari Szövetség (Verband Deutscher Maschinen- und Anlagenbau – VDMA), a Villamosipari és Informatikai Szövetség (Verband der Elektrotechnik und Informationstechnik – VDE) és a Német Autógyártók Szövetsége (Verband der deutschen Automobilhersteller – VDA). Ez utóbbi rendezi kétévente Frankfurtban a Nemzetközi Autókiállítást (Internationale Automobil-Ausstellung – IAA). A Frankfurti Könyvvásárt (Frankfurter Buchmesse) rendező Német Könyvkereskedelmi Egyesület is a városban székel. De itt található két nagy német ipari szakszervezet, az IG Metall és az IG BAU, illetve a Német Labdarúgó-szövetség (Deutscher Fußball-Bund – DFB) székhelye is.

### Állami és nemzetközi intézmények
Frankfurt am Main pénzügyi miliőjének fontos részét képezik az állami tulajdonú bankok. Az Európai Központi Bank, a Deutsche Bundesbank és KfW Bankengruppe mellett ide sorolandó még a német IFC-iroda is (az International Finance Corporation, magyarul Nemzetközi Pénzügyi Társaság a Világbank csoport része).
Frankfurt ad otthont a Német Nemzeti Könyvtárnak (Deutsche Nationalbibliothek), a Hesseni Legfelsőbb Tartományi Bíróságnak (Hessischer Oberlandesgericht) és a Hesseni Tartományi Munkaügyi Bíróságnak (Hessischer Landesarbeitsgericht). A város saját rendőrfőkapitánysággal (Polizeipräsidium) rendelkezik.
A város 88 konzulátusnak ad otthont. A világ fővárosait leszámítva csak New York és Hamburg rendelkezik ennél több külképviselettel. Oroszország és Kína mostanában nyitották meg frankfurti konzulátusukat. Eckenheim városrészben található az Amerikai Egyesült Államok konzulátusa, ami egyben a világ legnagyobb amerikai külképviselete.

### Média
Frankfurt am Main két nemzetközi hírű német napilap szerkesztőségének is otthont ad. A liberál-konzervatív Frankfurter Allgemeine Zeitung szerkesztősége a Gallusviertel városrészben, a Mainzer Landstraße közelében található, míg a balliberális Frankfurter Rundschau szerkesztősége 2005 júliusától a város déli, Sachsenhausen nevű negyedében székel. Ezenkívül Frankfurtban jelenik még meg a regionális jelentőségű Frankfurter Neue Presse is.
Frankfurt legrégebbi rádióadója az 1924-ben alapított (eredetileg magánkézben lévő) Südwestdeutsche Rundfunkdienst AG volt. Ennek mai jogutódja a Hessischer Rundfunk állami rádió- és televíziótársaság, amelynek központja a Dornbusch városrészben helyezkedik el. Bartók II. zongoraversenyét a világon először a Hessischer Rundfunk Szimfonikus Zenekara adta elő. A Hessischer Rundfunk frankfurti telephelyén található még az ARD műsorszórásért felelős adóközpontja az ún. ARD-Stern. Az amerikai Bloomberg TV németországi stúdiója a belvárosban (Neuen Mainzer Straße) működik. Mindemellett az RTL Csoport regionális stúdiójának is Frankfurt ad otthont.
Több privát rádióadó is működik a városban, illetve annak környékén. A legismertebbek a Main FM, a Radio X és az FFH.
A Frankfurti Vásár mellett található reprezentatív Messeturm ad otthont a Reuters hírügynökség németországi irodáinak.
Még az AFN (American Forces’ Network) amerikai katonai rádiónak is Frankfurtban volt a „főhadiszállása” 1945 augusztusától. A részleges csapatkivonás keretében azonban ezt felszámolták: 2004 októberétől az AFN Mannheimból sugározza európai adását.

### Internet
Frankfurt am Main az internet szempontjából is komoly jelentőséggel bír. Itt található a DE-CIX internet-csomópont, amely internetszolgáltatók közötti adattovábbítást végez, és amelyre több mint 20 ország 180 szolgáltatója és egyéb szervezete kapcsolódik. Saját adatai szerint ez Németország legnagyobb forgalmú internet csomópontja. A DE-CIX 2006 novemberében lépte át először a 100 Gbit/s-os adatátviteli sebességet.
A városban található még a DENIC, a .de legfelső szintű tartomány alatti doménnevek központi regisztrációs helye.

### Frankfurti vásárok
A frankfurti kereskedelmi vásárok több száz éves múltra tekintenek vissza. Már a középkorban felkínálhatták itt eladásra portékáikat a messzi földről érkező kereskedők. Lipcsével, a Német-római Birodalom másik nagy vásárvárosával egy fontos kereskedelmi út, a Via Regia kötötte össze Frankfurtot.
A Frankfurti Könyvvásár (Frankfurter Buchmesse) mellett a Nemzetközi Autókiállítás (Internationale Automobilausstellung, IAA), az Achema nevet viselő vegyipari, környezetvédelmi és biotechnológiai kongresszus és kiállítás, valamint az Ambiente, a világ legnagyobb fogyasztási cikkekkel foglalkozó vására a legfontosabbak.

## Közlekedés

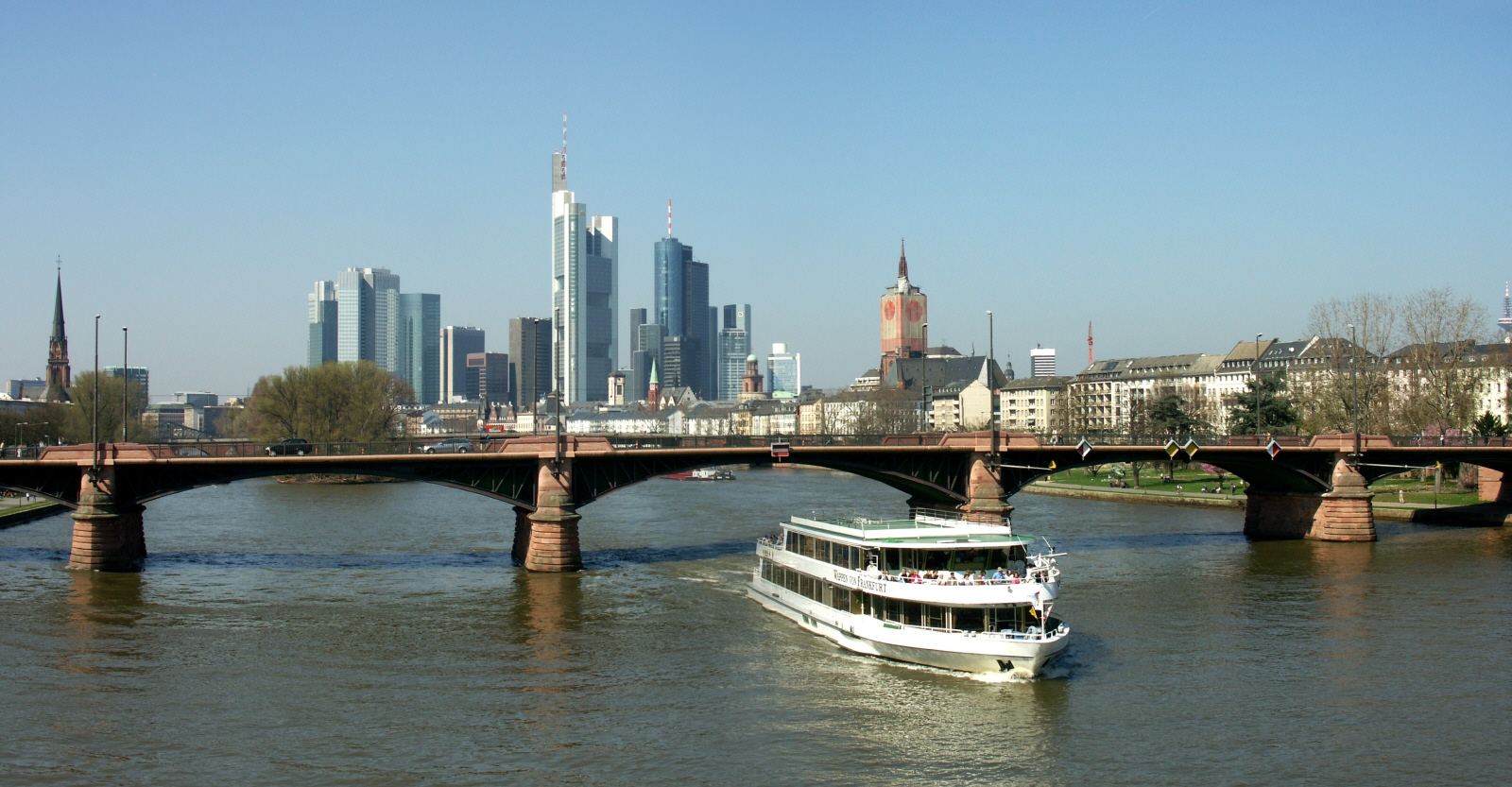
A belváros látképe keleti irányból, az Obermainbrücke felől

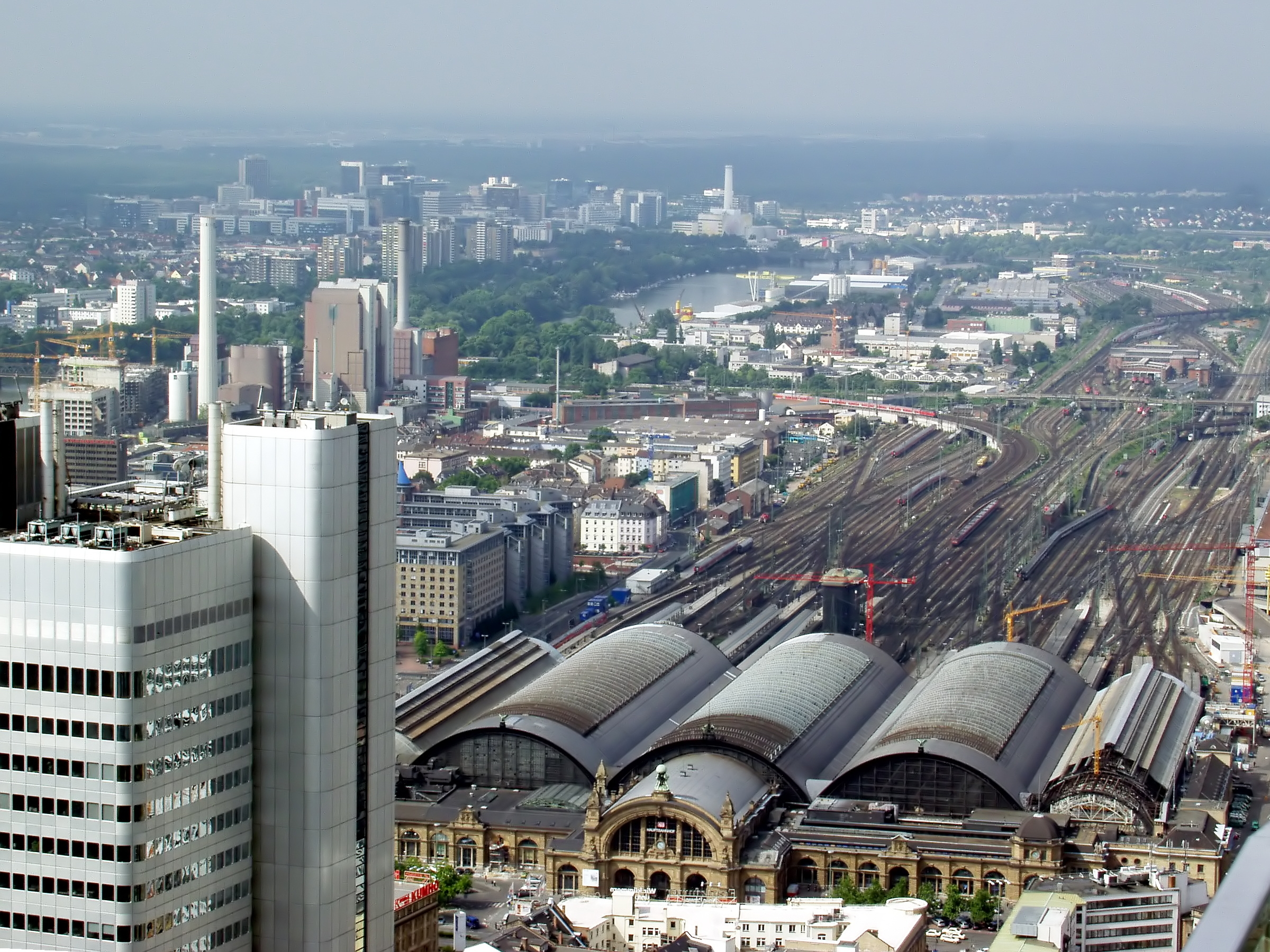
A Frankfurti Főpályaudvar (Frankfurt am Main Hauptbahnhof)

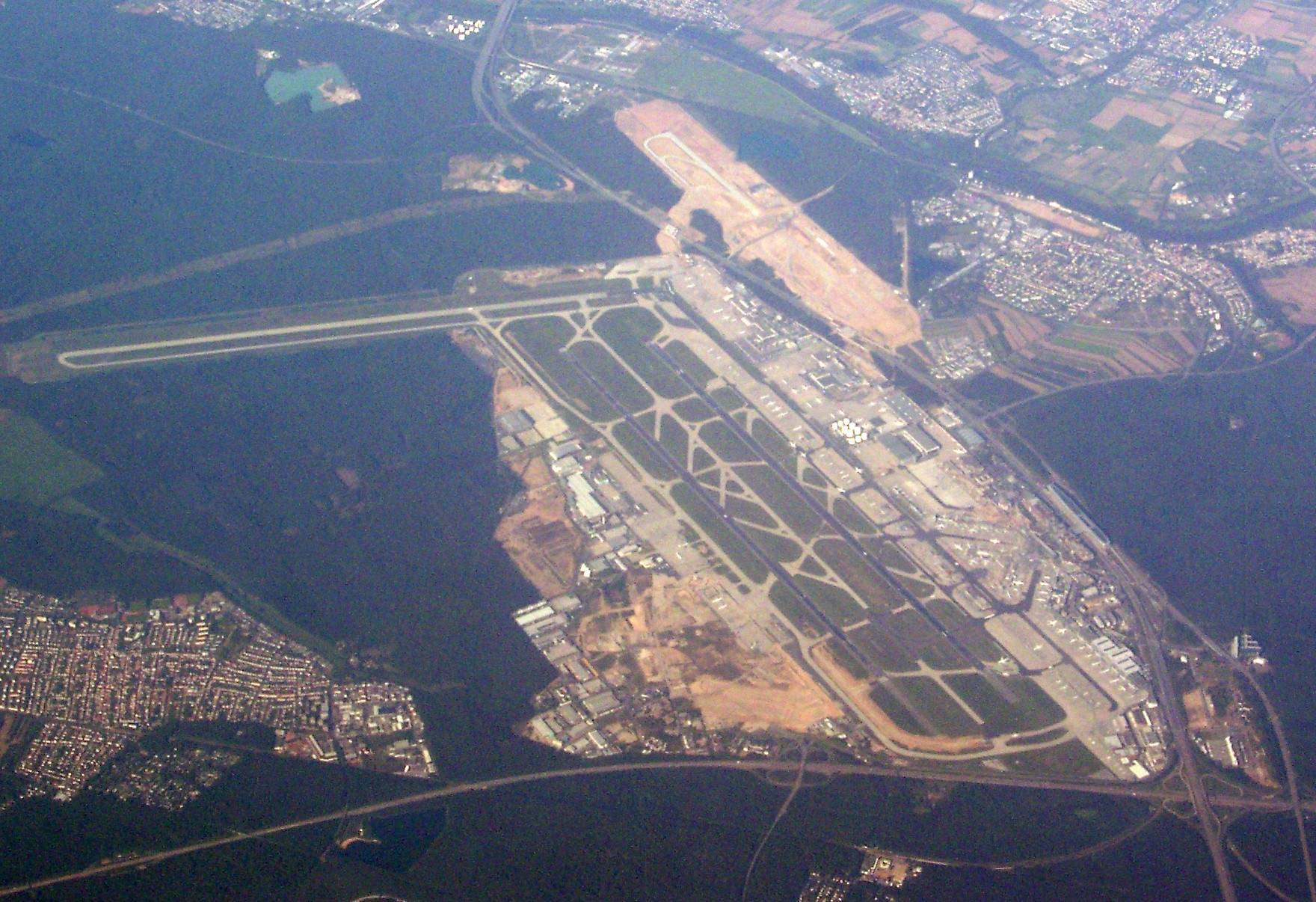
A frankfurti repülőtér madártávlatból

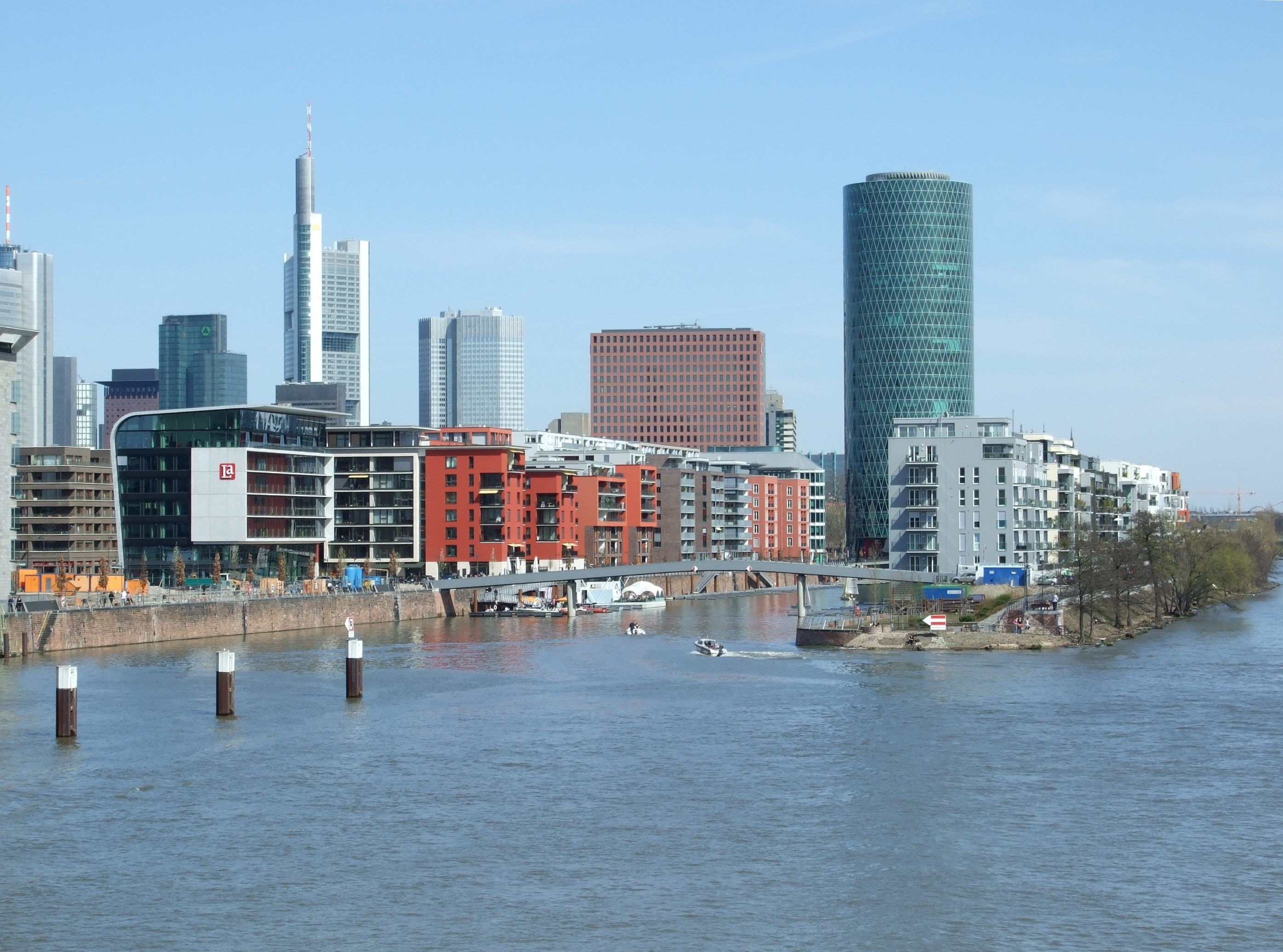
A Westhafen új arca

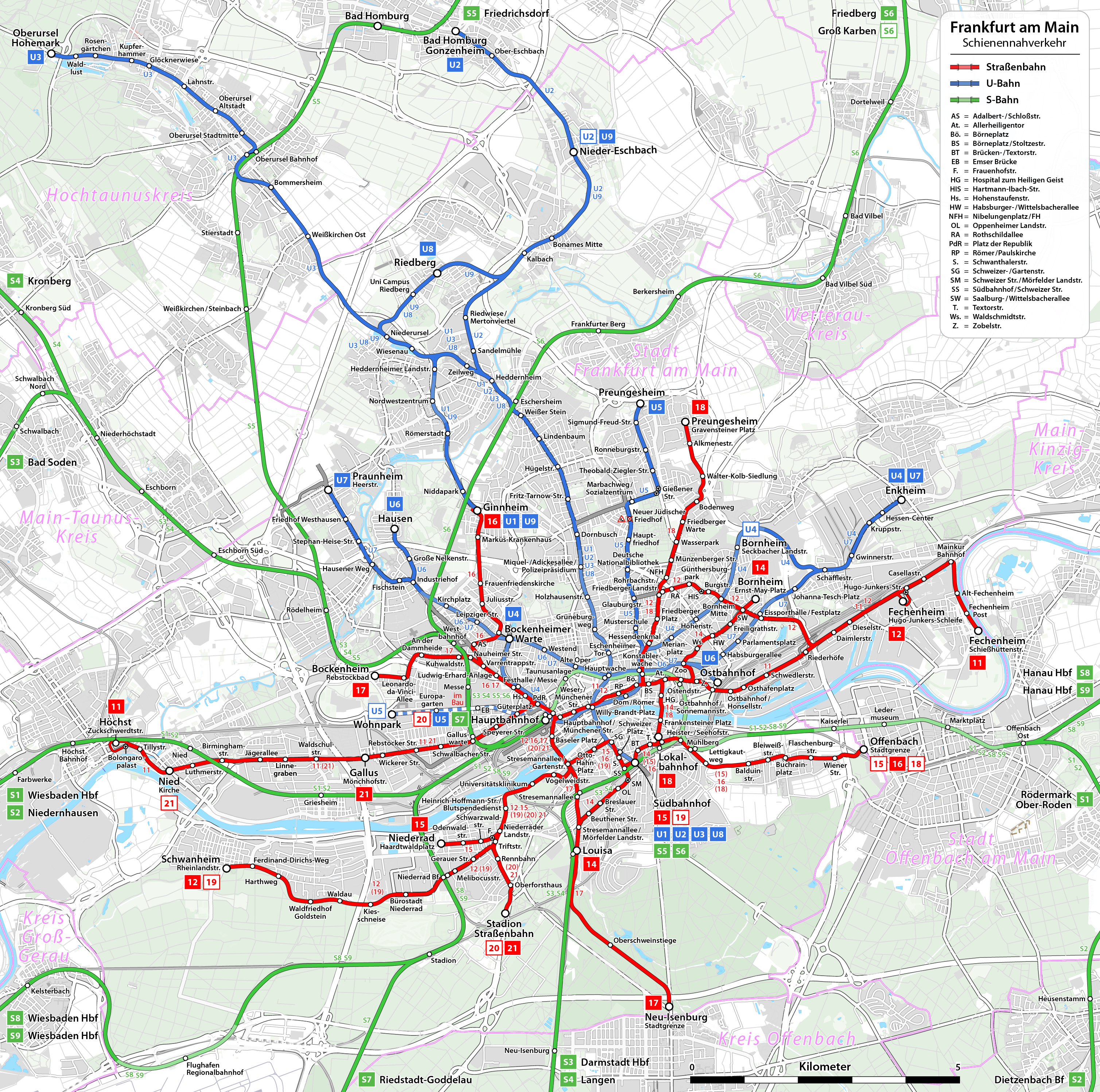
A villamos- és metróhálózat térképe

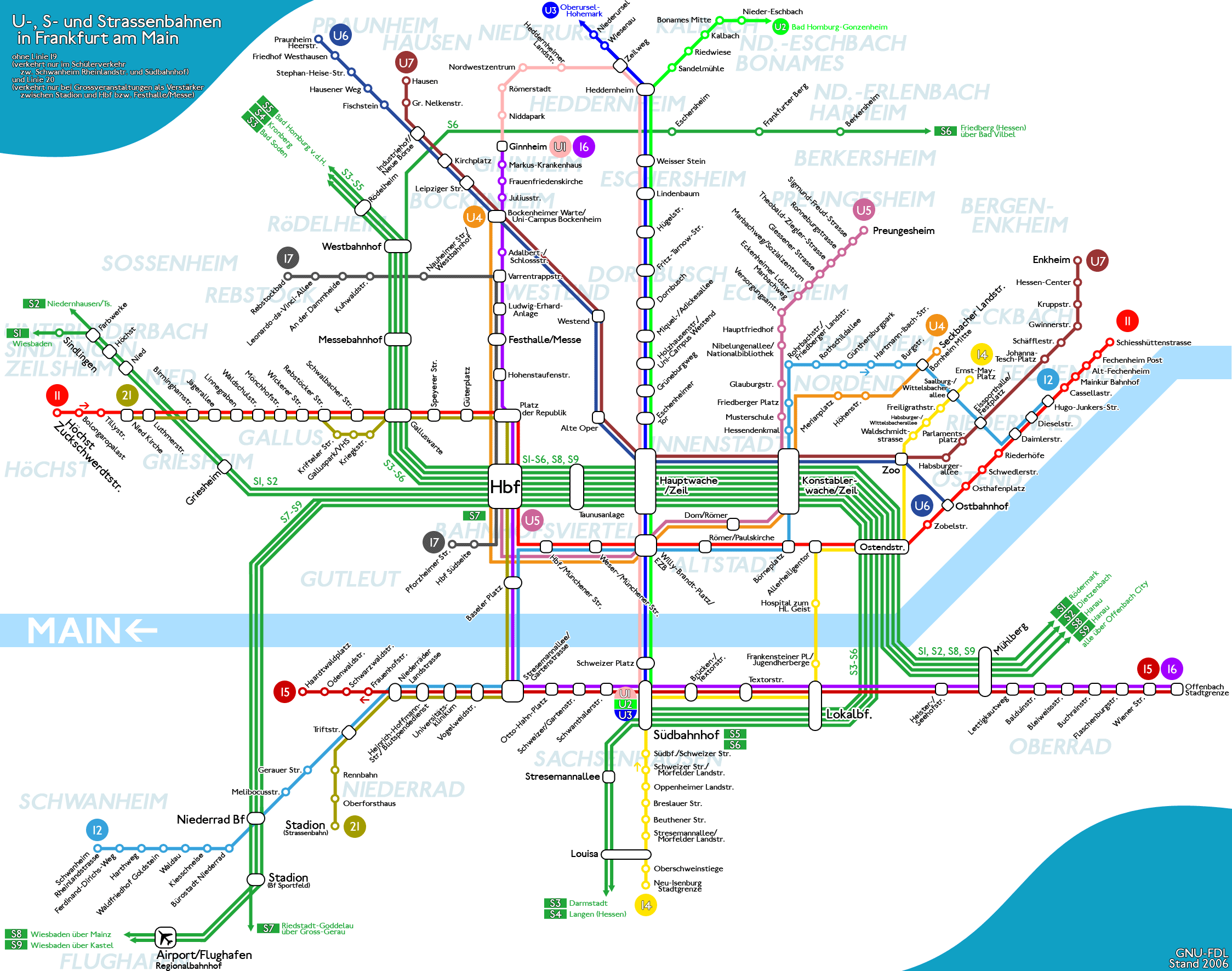
Frankfurt am Main vasút-, metró- és villamoshálózata (2006)

A város már a középkorban is fontos közlekedési csomópont volt. Frankfurt ma fontos helyet tölt be nemcsak Németország, hanem Európa közúti, vasúti, légi és vízi közlekedésében is.

### Közút
Közvetlenül Frankfurt határában, a Frankfurti repülőtér szomszédságában található az A5-ös (észak–déli) és az A3-as (nyugat-keleti) autópályák kereszteződése, az ún. „Frankfurter Kreuz”. A maga kb. 300 ezer gépkocsi/nap átmenő forgalmával ez Európa legnagyobb forgalmú autópálya-csomópontja.

### Vasút
A Frankfurti főpályaudvar (Frankfurt am Main Hauptbahnhof) a maga kb. 350 ezer fős napi utasforgalmával Európa egyik legnagyobb forgalmú pályaudvara. 2002-ben adták át a Frankfurt–Köln közötti új, nagy sebességű pályát, amelyen az ICE 3 szerelvények akár 300 km/h feletti sebességet is elérhetnek, 75 percnyire rövidítve le ezzel a két város közötti távolságot.
A vasúti teherforgalom a közelmúltban valamelyest veszített jelentőségéből: a város két teherpályaudvara közül ma már csak a kisebbik üzemel, a nagyobbik helyét pedig részben a Frankfurti Vásár és irodaházak foglalják el.

### Légi közlekedés
Frankfurt Európában elfoglalt központi fekvése nagyban hozzájárult a Frankfurti repülőtér (IATA: FRA) dinamikus fejlődéséhez. Ez ma Németország legnagyobb, egyben Európa és a világ egyik legfontosabb légi közlekedési csomópontja. 2016-ban 60,8 milliós utasforgalmával a negyedik helyen állt Európában London-Heathrow,
Párizs-Charles de Gaulle és Amszterdam-Schiphol repülőtér után, ami világviszonylatban a 12. helyet jelentette. Az egyik legjelentősebb nemzetközi légiforgalmi átszállási csomópont, közkeletű angol kifejezéssel hub.
Ugyancsak 2016-ban 2,1 millió tonnás áruforgalmával az első helyen állt Európában, és nyolcadik volt a világon. 2017 nyarán 293 különböző repülőtérre indultak innen járatok, ezzel világviszonylatban is a legtöbb közvetlen kapcsolattal rendelkező reptér volt.

### Vízi közlekedés
A várost kettészelő, kelet–nyugati folyásirányú Majna a hajózás szempontjából nagy jelentőségű Rajna mellékfolyója, a Rajna–Majna–Duna-csatornán keresztül összeköttetést biztosít az Északi-tenger és a Fekete-tenger, azaz Északnyugat-Európa és Délkelet-Közép-Európa között.
A város több ipari-kereskedelmi kikötővel rendelkezik. A város közgyűlése 1993-ban hozott határozatot a városközponthoz legközelebb eső ún. Westhafen 12 hektáros területének iroda- és lakónegyeddé való átalakításáról. Frankfurt keleti külvárosaiban továbbra is működnek a Majna-parti kikötők, az Osthafen és az Oberhafen.

### Helyi közlekedés

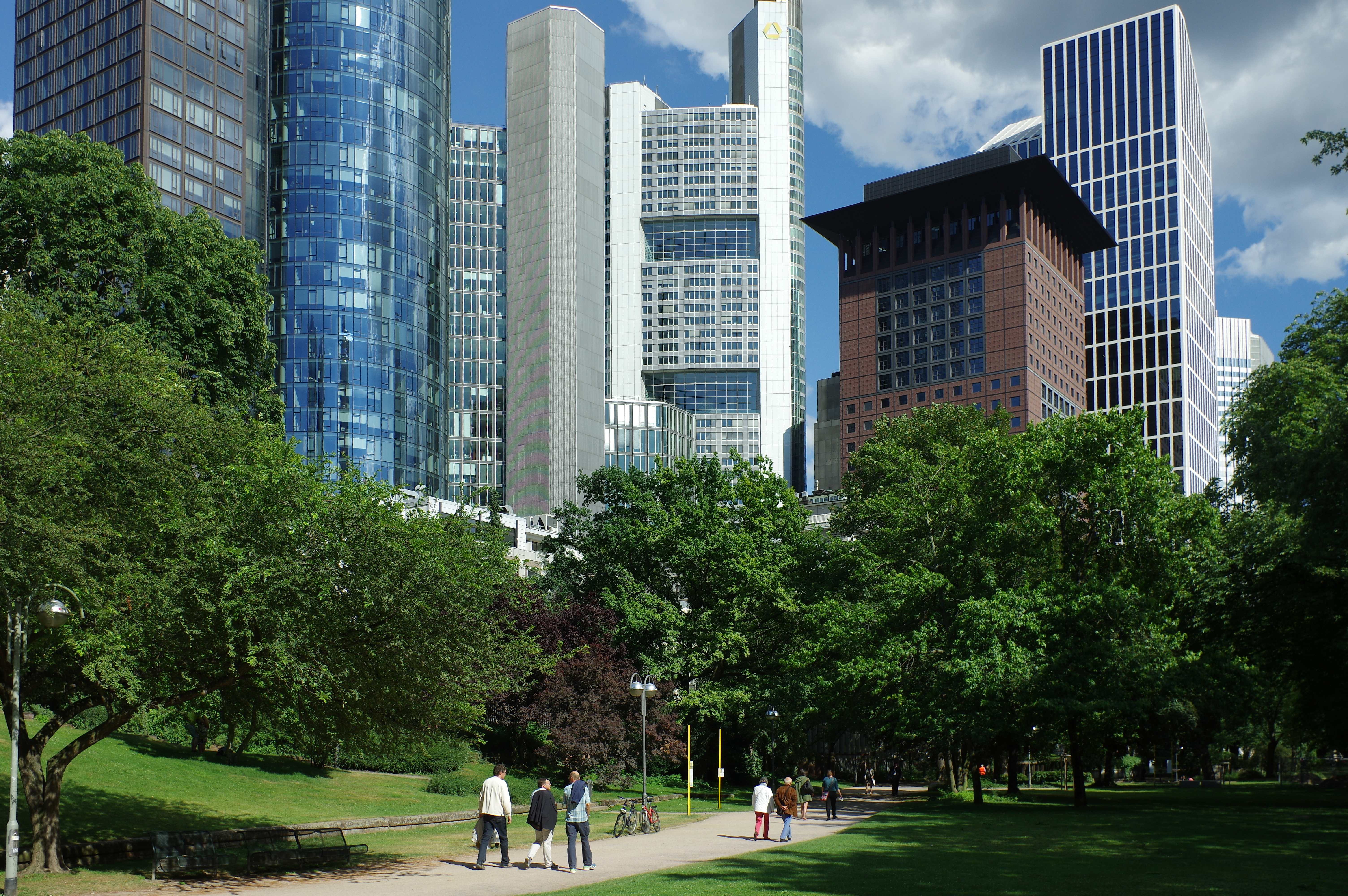
Park a belvárosban

A város és az azt körülvevő régió tömegközlekedése sok más európai nagyváros számára irigylésre méltó. A helyi közlekedés elsősorban a helyi érdekű gyorsvasúthálózaton S-Bahn Rhein-Main, valamint a rendkívül jól kiépített metró- és villamosvonalakon zajlik. Ezt egészítik a helyi és helyközi autóbuszvonalak és a regionális vonatközlekedés. A belvárosban 7 föld alatti gyorsvasúti (S-Bahn) megálló található, amelyen 9 különböző vonal szerelvényei futnak. Az S-Bahn szerelvényei a belváros alatti megállókból egészen az elővárosokig kifutnak. A gyorsvasúti vonalakhoz 4 ponton kapcsolódik a 9 városi metróvonal (U-Bahn). Ezek a kapcsolódási pontok egyben a város fő tömegközlekedési csomópontjai, név szerint: Hauptbahnhof, Hauptwache, Konstablerwache és Südbahnhof. A Konstablerwache egyben a hétvégenként közlekedő éjszakai buszok indulóállomása is. Frankfurt és környékének közlekedési vállalatait Rajna–Majna Közlekedési Szövetség (RMV) tömöríti.

## Oktatás és tudományos élet

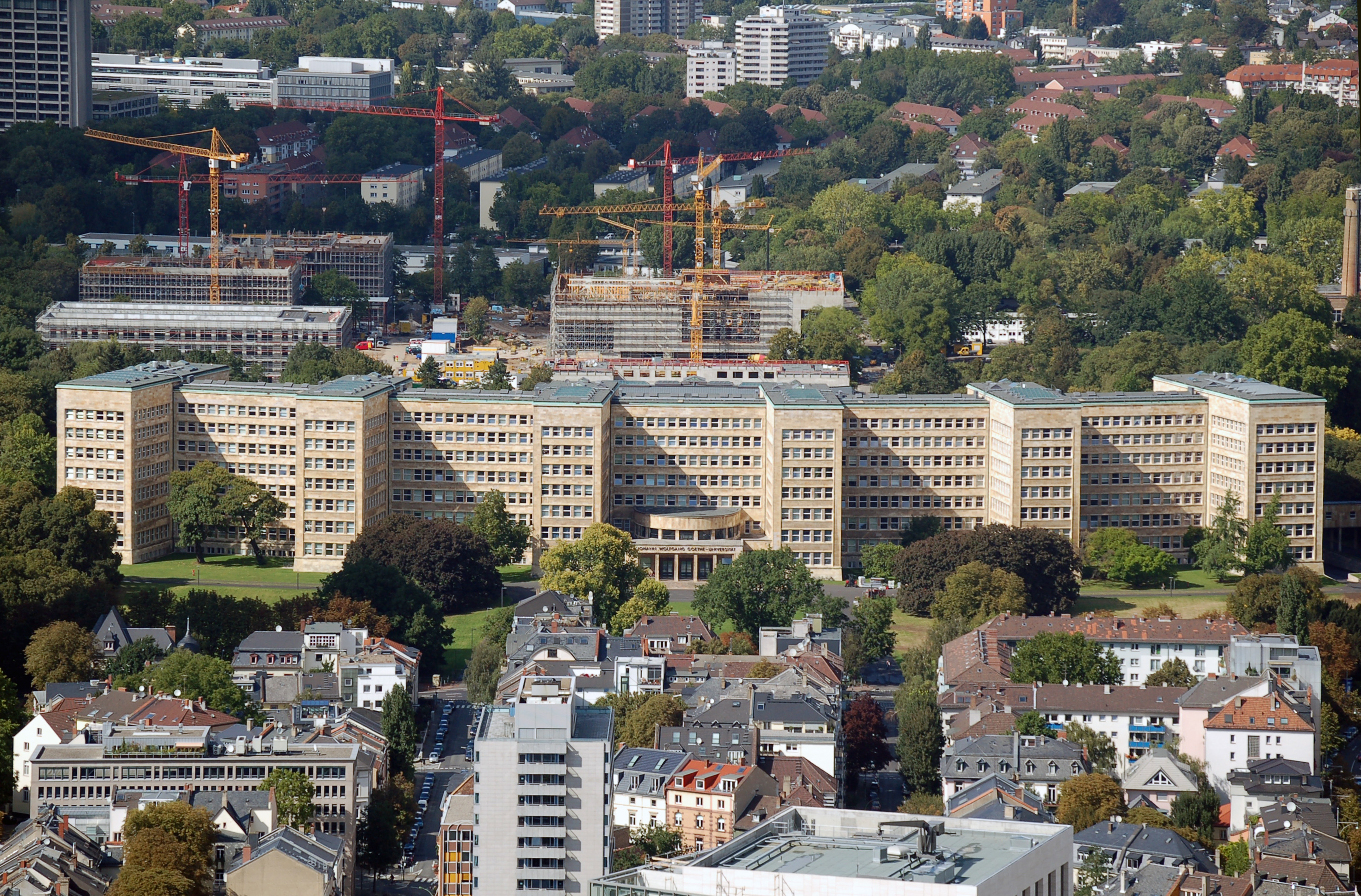
Az I.G.-Farben-Haus 2001 óta a Johann Wolfgang Goethe Egyetem legnagyobb épülete

Frankfurt am Main számos felsőoktatási intézménnyel rendelkezik. A legismertebb és legnagyobb az 1914-ben alapított Johann Wolfgang Goethe Egyetem. Épületeinek négy városrész ad otthont: Bockenheim, Westend, Riedberg és Niederrad (ez utóbbiban az egyetemi klinika található).
Az 1971-ben, több elődintézményből megalakult Fachhochschule Frankfurt am Main elsősorban alkalmazott mérnöki és gazdasági képzéseket kínál. További gazdasági orientáltságú felsőoktatási intézmények a városban:
- Frankfurt School of Finance & Management
- az esseni székhelyű Fachhochschule für Oekonomie & Management (FOM) frankfurti tanulmányi központja
- Provadis School of International Management and Technology.

A művészetek területén jelentős az 1817-ben alapított – eredetileg privát, de 1942 óta állami kézben lévő – Staatliche Hochschule für Bildende Künste (Städelschule), illetve az 1878-ban alakult Dr. Hoch’s Konservatorium magánalapítvány utódja, a Hochschule für Musik und Darstellende Kunst.
A jezsuiták által irányított Philosophisch-Theologische Hochschule Sankt Georgen 1950 óta működik Frankfurt Sachsenhausen nevű városrészében.
A városban található még a Max-Planck Gesellschaft három kutatóközpontja:
- Max-Planck-Institut für europäische Rechtsgeschichte (MPIER) – európai jogtörténet
- Max-Planck-Institut für Hirnforschung – agykutatás
- Max-Planck-Institut für Biophysik – biofizika

Az egyetemmel szoros kapcsolatban álló, alapítványi finanszírozású Frankfurt Institute for Advanced Studies interdiszciplináris alapkutatásokkal foglalkozik, elsősorban fizika, kémia, biológia, neurológia és informatika területen.

## Kultúra, sport, szórakozás

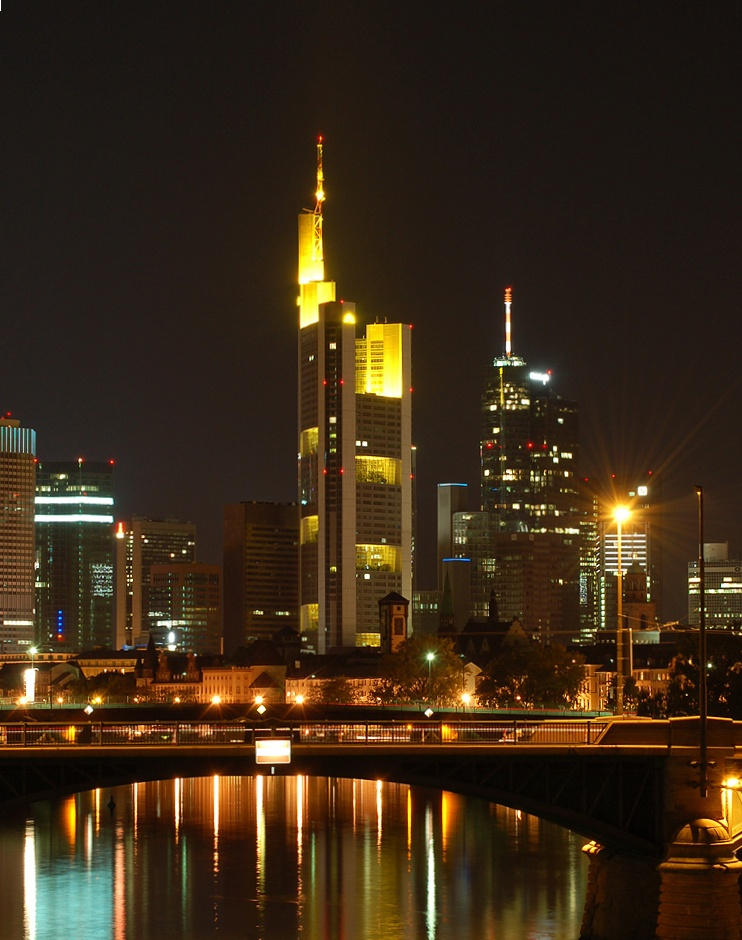
Éjszakai városkép a Flößerbrücke hídról nézve

### Múzeumok
Frankfurt több mint 60 kisebb-nagyobb múzeumának állandó és időszaki kiállításai sokszínű kulturális programot kínálnak. A Majna bal partján, az óvárossal átellenben található Museumsufer számos ismert múzeumnak és galériának ad otthont, mint például a Städel, Németország egyik legnagyobb szépművészeti múzeuma; a Liebieghaus (szobrászat), a Kommunikációs Múzeum (Museum für Kommunikation), a Német Építészeti Múzeum (Deutsches Architekturmuseum, DAM), a Német Filmmúzeum (Deutsches Filmmuseum), a Museum der Weltkulturen („a világ kultúráinak múzeuma”) és az Iparművészeti Múzeum (Museum für Angewandte Kunst).
A Majna óvárosi oldalán található a Zsidó Múzeum (Jüdisches Museum), az Archeológiai Múzeum (Archäologisches Museum), a Várostörténeti Múzeum (Historisches Museum), az elsősorban időszaki kiállításoknak otthont adó Schirn Kunsthalle és a világhírű Modern Művészetek Múzeuma (Museum für Moderne Kunst, MMK), amelyben olyan ismert művészek művei láthatóak, mint például Pablo Picasso, Andy Warhol és Joseph Beuys.
A képzőművészetekkel kapcsolatban kiemelendő még a frankfurti művészek egyesülete, a Frankfurter Kunstverein, amelynek fő kiállítóterme a Schirn Kunsthalléval szemben található. Megemlítendő még az Állami Képzőművészeti Főiskola – Städelschule (Staatliche Hochschule für Bildende Künste Städelschule), illetve a magánkézben lévő képzőművészeti galériák és alternatív kiállítótermek. Ezek a galériák az antik kortól egészen napjainkig legkülönbözőbb területekre specializálódtak. Az alternatív kiállítótermek jelentős részét művészek üzemeltetik.
A Westenden található Németország egyik legjelentősebb természettudományi múzeuma, a Senckenberg Naturmuseum, ahol többek között a Darmstadt melletti Messel-bányából származó fosszília-leletek, egy eredeti bőrmaradványokat is tartalmazó dinoszaurusz-lelet, valamint több nagyobb dinoszaurusz csontváza is látható.

### Opera, koncerttermek, színházak
Frankfurtot élénk színházi és zenei élet jellemzi. A városi tulajdonban lévő Städtische Bühnen több művészeti ágat egyesít egy tető alatt: A zeneművészetet képviselő Oper Frankfurt immár többször elnyerte az Év Operaháza kitüntetést (utoljára 2003-ban). A színházi ág Schauspiel Frankfurt néven ismert.
A kapuit először 1881-ben megnyitó Alte Oper a második világháborúban csaknem teljesen megsemmisült. A részben közadományokból újjáépített operaházat az eredeti megnyitás 100. évfordulóján, 1981. augusztus 28-án Gustav Mahler 8. szimfóniájával avatták fel. Az Alte Oper a világ egyik legimpozánsabb koncerttermével rendelkezik és egyben az európai zenei élet egyik fontos központja.
Bartók 1. és 2. zongorakoncertje Frankfurtban hangzott el a világon először, magának a szerzőnek a virtuóz előadásában.
További jelentős koncerttermek az Unterliederbach városrészben lévő Jahrhunderthalle és a Frankfurti Vásár főbejáratánál található Festhalle. A kortárs zeneművészet egyik világhírű fóruma az 1980-ban alapított Ensemble Modern, amely az Ostenden található.
A könnyedebb színházi műfajt képviseli a Neue Mainzer Straßén található Die Komödie és az állatkert főbejáratánál lévő Fritz-Rémond-Theater. A Volkstheater Frankfurt a klasszikus színházi darabokon kívül azok modern változatait és kortárs drámákat is bemutat. Az English Theatre a kontinens legjelentősebb angol nyelvű színháza. További kisebb színházak és varieték: Tigerpalast, Künstlerhaus Mousonturm, Stalburg-Theater, Gallustheater, Die Schmiere, Neues Theater, TiTS-Theater és az Exzess kávéházban található Die Dramatische Bühne.
A Frankfurti Balett (Ballett Frankfurt) és a Theater am Turm (TAT) színház 2004-ben bezárásra kényszerült, a híres Forsythe-Balett azonban még megtekinthető a városban. A Klappmaul-Puppentheater bábszínház 2005-ben zárt be.

### Temetők
- Régi zsidó temető
- Új zsidó temető

### A könyvvásár és a kulturális kapcsolatok Magyarországgal
A 15. század óta megrendezett Frankfurti Könyvvásár (a világ legnagyobb könyvvására) jelentős gazdasági és kulturális esemény. Az évente megrendezett könyvvásárhoz több kulturális rendezvény kapcsolódik, ezek csúcspontjának a Német Könyvkereskedők Békedíjának (Friedenspreis des Deutschen Buchhandels) átadása tekinthető, amelynek színhelye az óvárosban található Paulskirche.
Az 1999-es Frankfurti Könyvvásár vendége Magyarország volt; számos magyar író, köztük Esterházy Péter, Nádas Péter, Konrád György és Kertész Imre németországi közönségsikerét és elismerését hozta. 2004 áprilisában a XI. Budapesti Könyvfesztiválon Németország volt a díszvendég Frankfurt testvérvárosában. 2004 őszén a Frankfurti Könyvvásáron adták át Esterházy Péternek a Német Könyvkereskedelem Békedíját.

### Frankfurti konyha

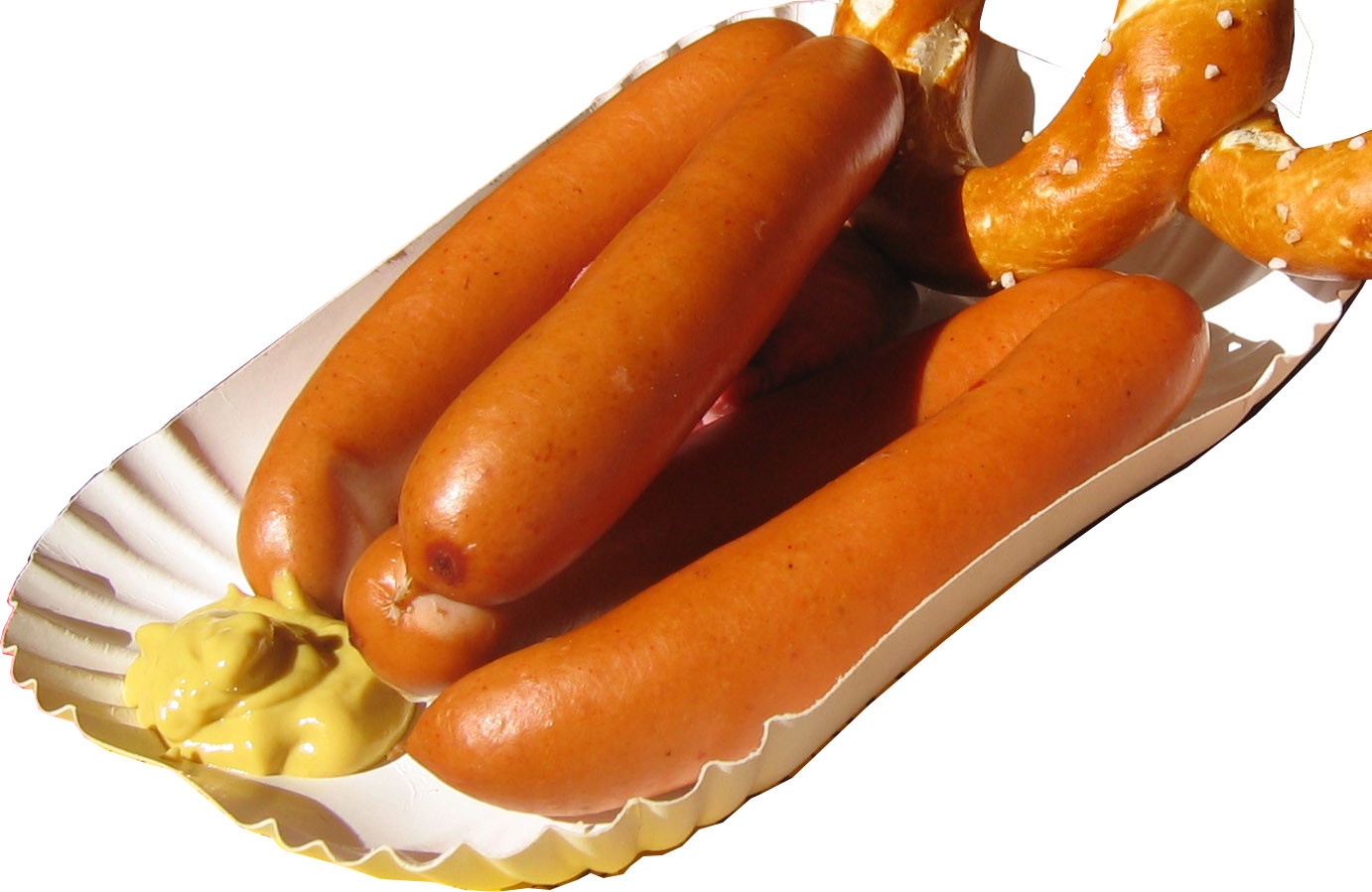
Frankfurti virsli pereccel

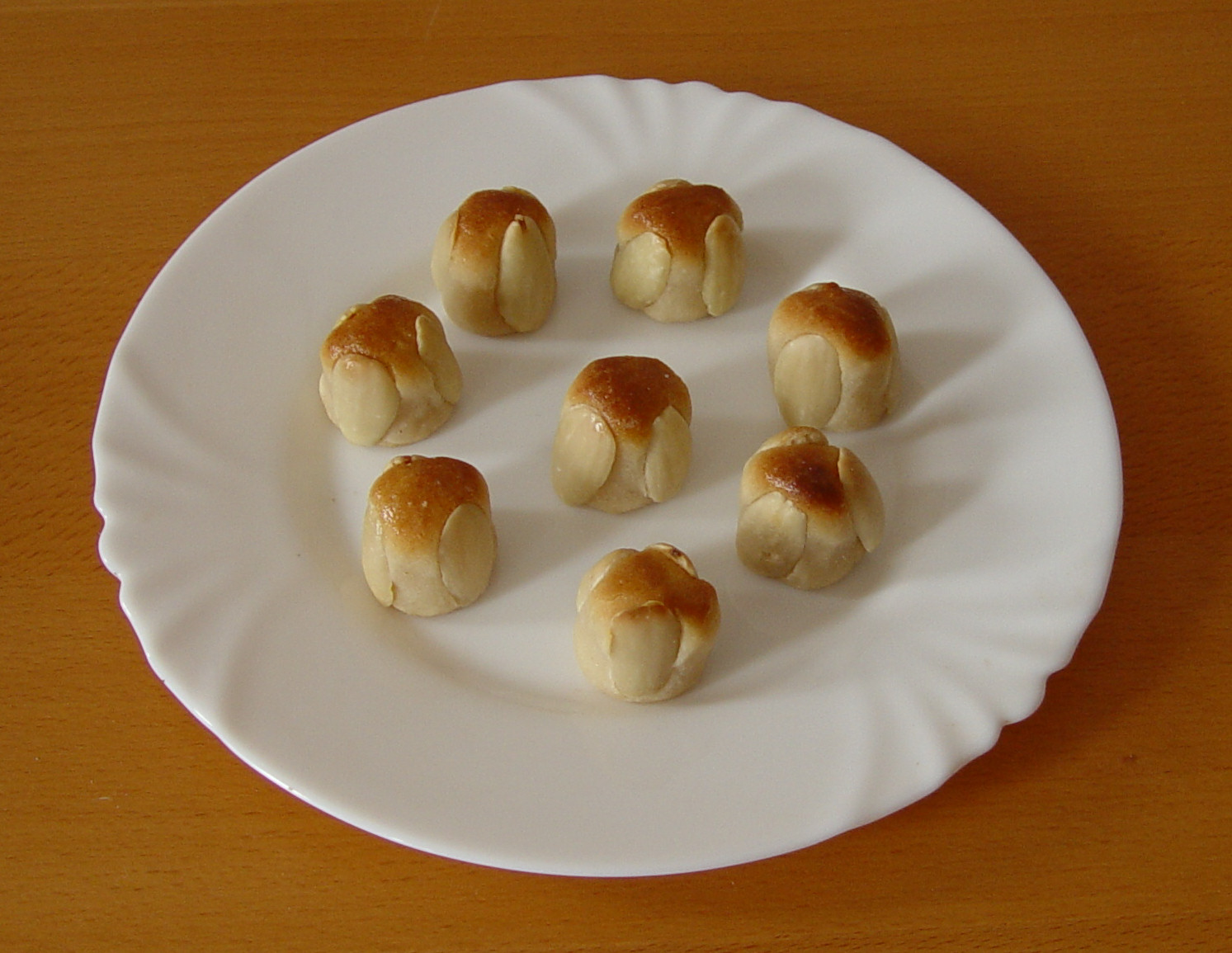
Frankfurti bonbon, a Bethmännchen

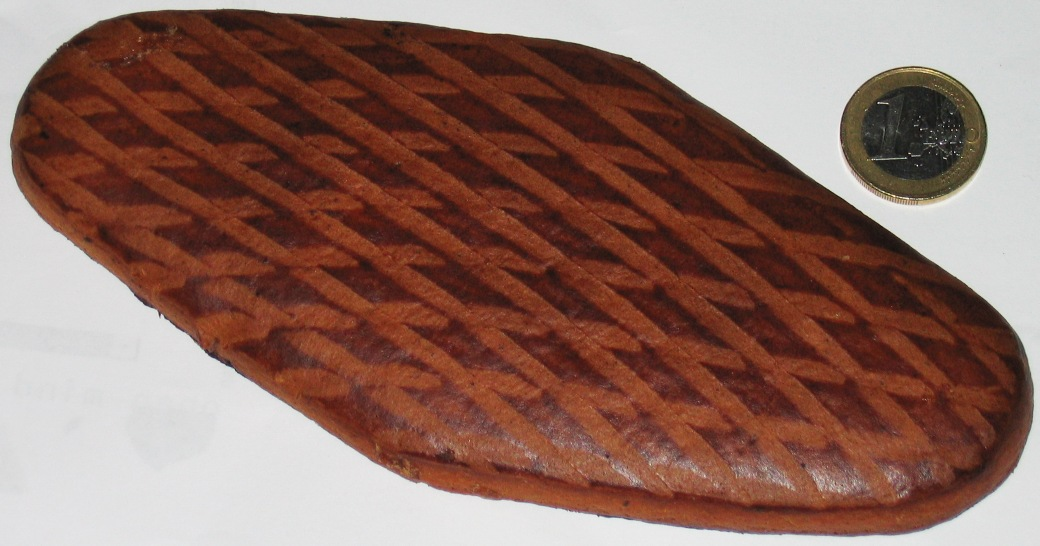
Frankfurti rombusz alakú mézeskalács, keménysütemény, a Haddekuche

Frankfurt nagyvárosként jelentős kulturális kisugárzással bír a konyhaművészetek terén is. A város környékének tradicionális termékeiből (mérsékelt égövi gyümölcsök, zöldségek, gabonafélék, disznó- és marhahús) készülnek a frankfurti asztalok legjellemzőbb fogásai.
Egyik jellemző húskészítmény a frankfurter, amelyet Johann Georg Lahner hentes készített először 1805. október 15-én. Kétféle húsból, marha és disznóhúsból egy masszát kevert össze. A kétféle darálthúsból készített masszához aztán sót, füszereket kevert és meghatározott mennyiségű vizet adott. Az így megalkotott krémes jellegű pasztát kézi töltövel juhbélbe töltötte, majd enyhén megfüstölte.
Ezután a Majna partjáról indult világhódító útjára a báránybélbe töltött, előzőleg megfőzött és pépesített húsrudacska, amelyet a magyar nyelv virsli (würstchen), amit Észak-Amerikában, de még Bécsben is, gyakran csak frankfurter néven ismer. A helyi eredetvédettséget élvező frankfurti virslit füsttel tartósítják és főzés helyett csak melegítést igényel. A Kárpát-medencében frankfurti leves néven ismert a szeletelt virslivel dúsított káposztaleves.
Igazi frankfurti cukrászspecialitás a marcipánból, mandulából, rózsavízből és porcukorból összegyúrt és apró kúpokká formált, Bethmännchennek nevezett sütemény. A frankfurtiak szerint ez az ínyencség egy párizsi cukrász, Jean Jacques Gautenier konyhájából került ki, aki munkaadóját, Simon Moritz von Bethmann bankárt akarta elkápráztatni alkotásával. A hagyomány szerint tálaláskor egy tálra néggyel osztható darabszámú sütemény kerülhet, mivel Bethmann úrnak négy fia volt.
A városon kívül kevéssé ismert, de Frankfurt közkedvelt étkei közé tartozik az oberrádi városrész üvegházaiban nevelt és apróra vágott friss növénykékből (turbolya, sóska, borágó, petrezselyem, zsázsa, metélőhagyma, vérfű és kapor) készített frankfurti zöld öntet, amelyet kemény tojáshoz, főtt marhahúshoz szolgálnak fel, és a marhahúslevesbe főtt zöldségekkel és burgonyával körítenek. A cukrászok keze alól kerül ki az ún. keménysütemény, a Haddekuche és a frankfurti koszorú néven ismert tortakülönlegesség.

### Sport

#### Sportegyesületek
A városban számos sportegyesület tevékenykedik, ezek közül a legismertebbek:
- Eintracht Frankfurt (férfi labdarúgás, 1. Bundesliga, 5-szörös Német Kupa-győztes, 1959-ben német bajnok, 1980-ban UEFA-kupa győztes és 2022-ben Európa-liga győztes)
- FSV Frankfurt (férfi labdarúgás, Oberliga Hessen / női labdarúgás, 2. Bundesliga)
- 1. FFC Frankfurt (női labdarúgás, Bundesliga)[20]
- Frankfurt Lions (jégkorong, DEL)
- Frankfurt Galaxy (amerikaifutball, (European League of Football)
- Skyliners Frankfurt (kosárlabda, Bundesliga)
- Turngemeinde Bornheim (tömegsport, Hessen legnagyobb sportegyesülete)

#### Sportesemények
A legfontosabb, évente megrendezett sportesemények:
- EuroCity-Marathon (utcai maraton)
- Rund um den Henninger-Turm (utcai kerékpározás)
- Ironman Germany (triatlon)
- JPMorgan Chase Corporate Challenge (vállalatokat képviselő csapatok futóversenye)
- Hessen tanzt (sporttánc)
- Body-Xtreme Invitational (Németország legnagyobb testépítő versenye)

#### Stadionok, sportcsarnokok, sportpályák
A város legfontosabb stadionjai, sportcsarnokai, sportpályái:
- Commerzbank-Arena (labdarúgás, amerikaifutball), „FIFA WM-Stadion Frankfurt am Main” néven a 2006-os labdarúgó-világbajnokság egyik helyszíne
- Frankfurter Volksbank Stadion (labdarúgás és atlétika)
- Ballsporthalle Frankfurt am Main (kosárlabda, kézilabda)
- Eissporthalle Frankfurt (jégkorong)
- Galopprennbahn Niederrad (lóverseny)

### Éjszakai élet
A legismertebb frankfurti szórakozóhelyek:
- Batschkapp
- Brotfabrik (Frankfurt)
- Cocoon Club
- Jazzkeller Frankfurt
- King Kamehameha Club
- Living XXL
- Sinkkasten (Frankfurt)
- U60311

## Látnivalók
Frankfurt látnivalóinak zöme az egykori óváros területére esik, melynek határait a budapestihez és bécsihez hasonló körutak képezik (Anlage). Az óváros a Majna északi partján fekszik. Tőle nyugatra, a Főpályaudvar (Hauptbahnhof) irányába húzódik a város üzleti negyede a Westend, mely modern felhőkarcolóiról híres. Az óvárostól északkeletre fekszik a Bornheim városrész, mely 1877-ig különálló falucska volt. A Majna déli partján húzódik a múzeumairól híres, szintén falusias jellegű Sachsenhausen városrész. A város nyugati végében fekszik Höchst, az egykoron szintén hangulatos kis falucska, nemesi palotával, amely hírnevét ma elsősorban az itt megtelepedett Höchst AG vegyi kombinátnak köszönheti.

### Panoráma

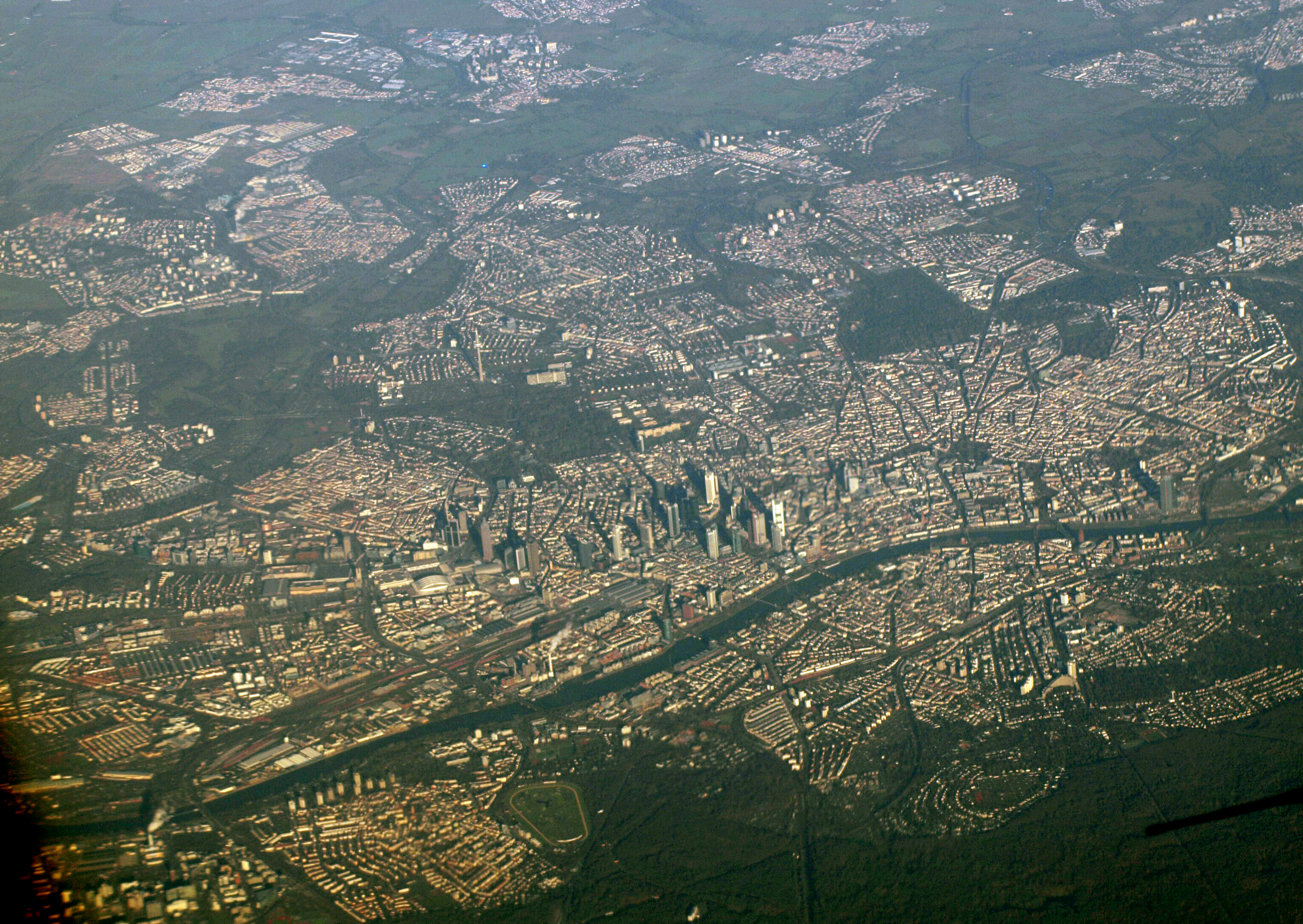
Légifelvétel Frankfurtról, dél felől

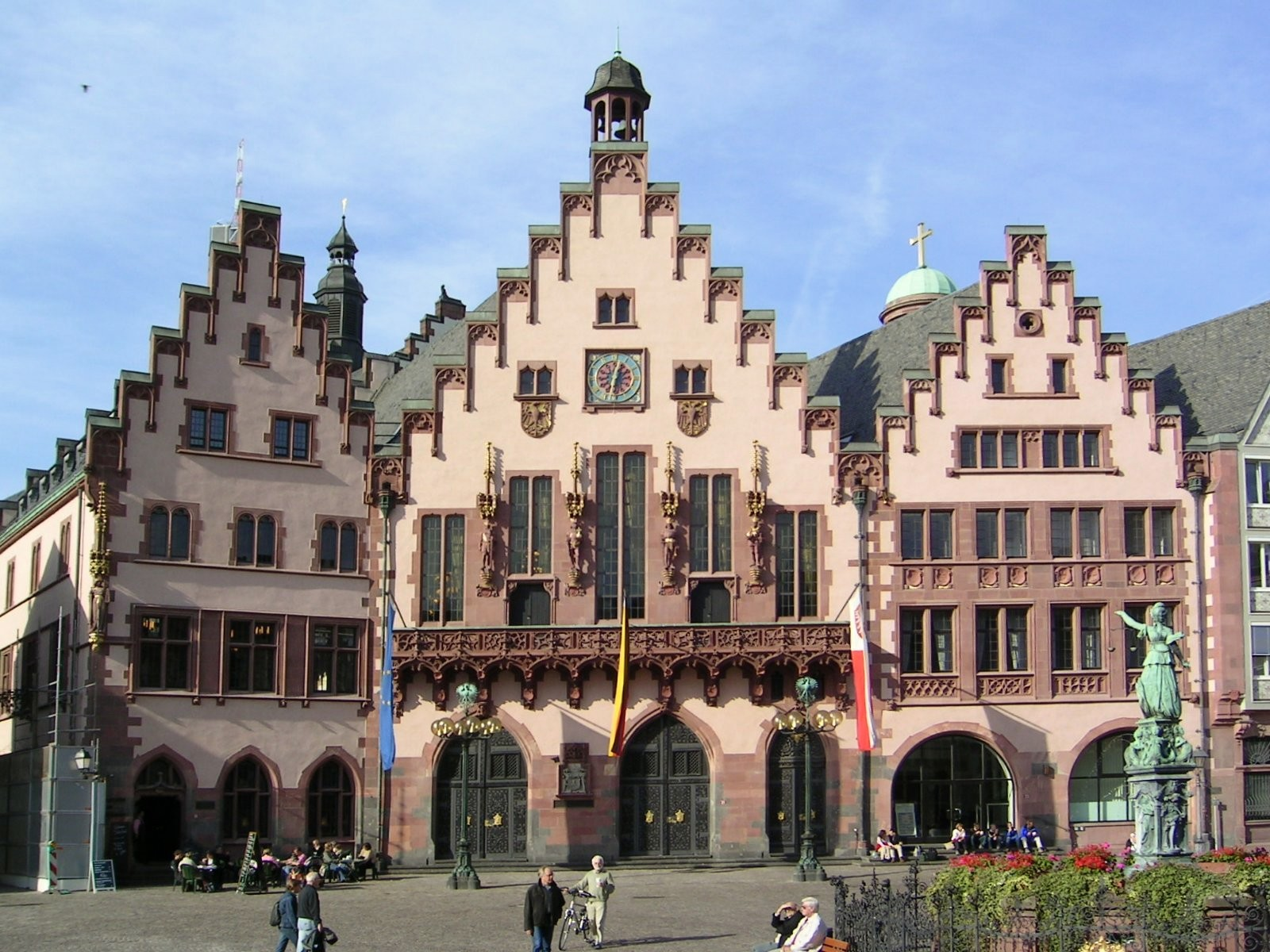
Römer – a városháza

### Óváros

#### Am Römerberg

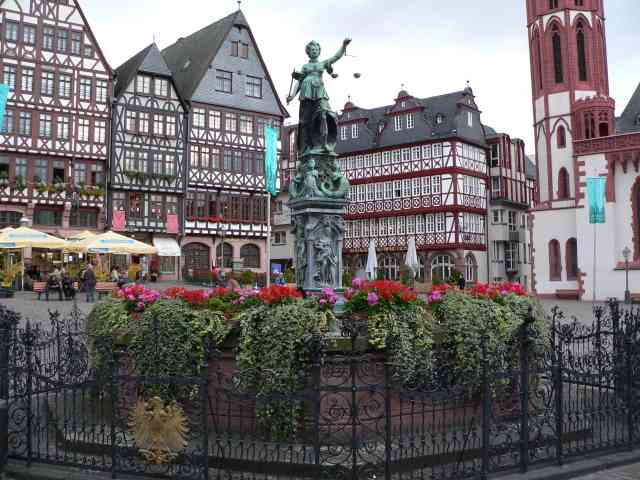
Az Igazságosság-kút és favázas házak a Römerbergen

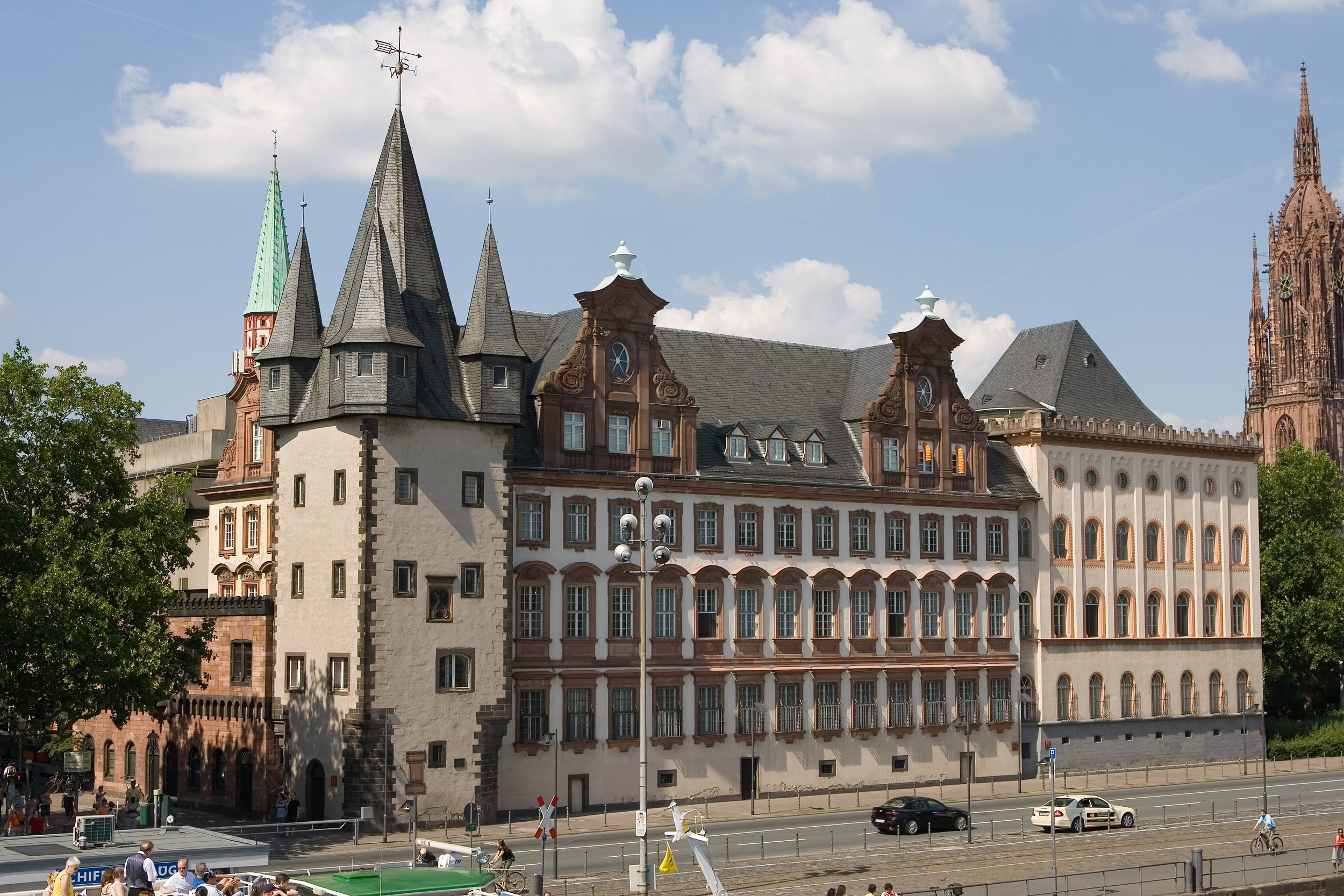
A Saalhof és a Rententurm

A második világháború radikálisan megváltoztatta a városképet: Németország legnagyobb összefüggő óvárosát a szövetséges légierő gyakorlatilag porig bombázta, a középkort idéző több mint 4000 favázas házból összesen egyetlenegy maradt épségben. Az óváros központja az Am Römerberg tér, mely nevét az itt álló 14. századi városházáról Römer kapta.
A Römer (mely nevét egykori tulajdonosai, a Römer, azaz Római kereskedőcsalád után kapta) tulajdonképpen egy kilenc épületből álló komplexum. Az központi épület (Haus Römer) 1405-ben került a város tulajdonába és azóta városházaként működik. Az évszázadok során a szomszédos épületeket is felvásárolták a városháza növelése céljából: 1435-ben a Frauenrode-házat, 1510-ben a Viole-házat, 1542-ben a Schwarzenfels-házat, 1596-ban a Wanebach-házat és a Löwenstein-házat, majd 1843-ban a Frauenstein-házat és a Salzhaust, végül pedig 1878-ban az Alt-Limpurg-házat. A Römer egységes neogótikus homlokztata 1896-1900 között készült el. A Frauenrode- és Viole-házakat a későbbiekben elbontották, helyettük egy új épületet húztak fel, melyet egy fedett híd kötött össze az épületkomplexum többi részével. Ez a híd volt a frankfurtiak Sóhajok hídja (németül Seufzerbrücke), hiszen ez alatt haladtak át, amikor adózni mentek. A Römer legjelentősebb látnivalói a 600 éve létező Römerhalle (Römer-csarnok), melyben egykoron az arany- és ezüst kereskedők vásárait tartották valamint a Kaisersaal (Császárcsarnok), melyben a német-római császárok koronázási díszlakomáit tartották. A termet a német-római császárok 19. században készült portréi díszítik.
A Römerberg keleti oldalán hat favázas ház áll, melyet az 1944-es pusztító bombatámadások után építettek újra, az egykori középkori, hangulatos óváros emlékeztetői.
A Römerberg déli oldalán áll a gótikus stílusú Alte Nikolaikirche (Régi Miklós templom), melyet 1290-ben építettek az egykori császári kápolna helyén. A 15. századig kizárólag a városvezetés használta. Tornyában harangjáték működik.
Ugyancsak a Römerberg déli oldalán, a Majna-parton áll a 12. században román stílusban épült Saalhof, a német-római császárok egyik palotája. Ez Frankfurt egyik legrégebbi épülete. Hozzá csatlakozik a 15. században épült Rententurm (Adó-torony) valamint a 18. századi barokk Bernusbau (Bernus-palota) és a 19. századi Bernitzbau (Bernitz-palota). A Saalhofban működik ma a Történelmi Múzeum.

#### A császárdóm és környéke

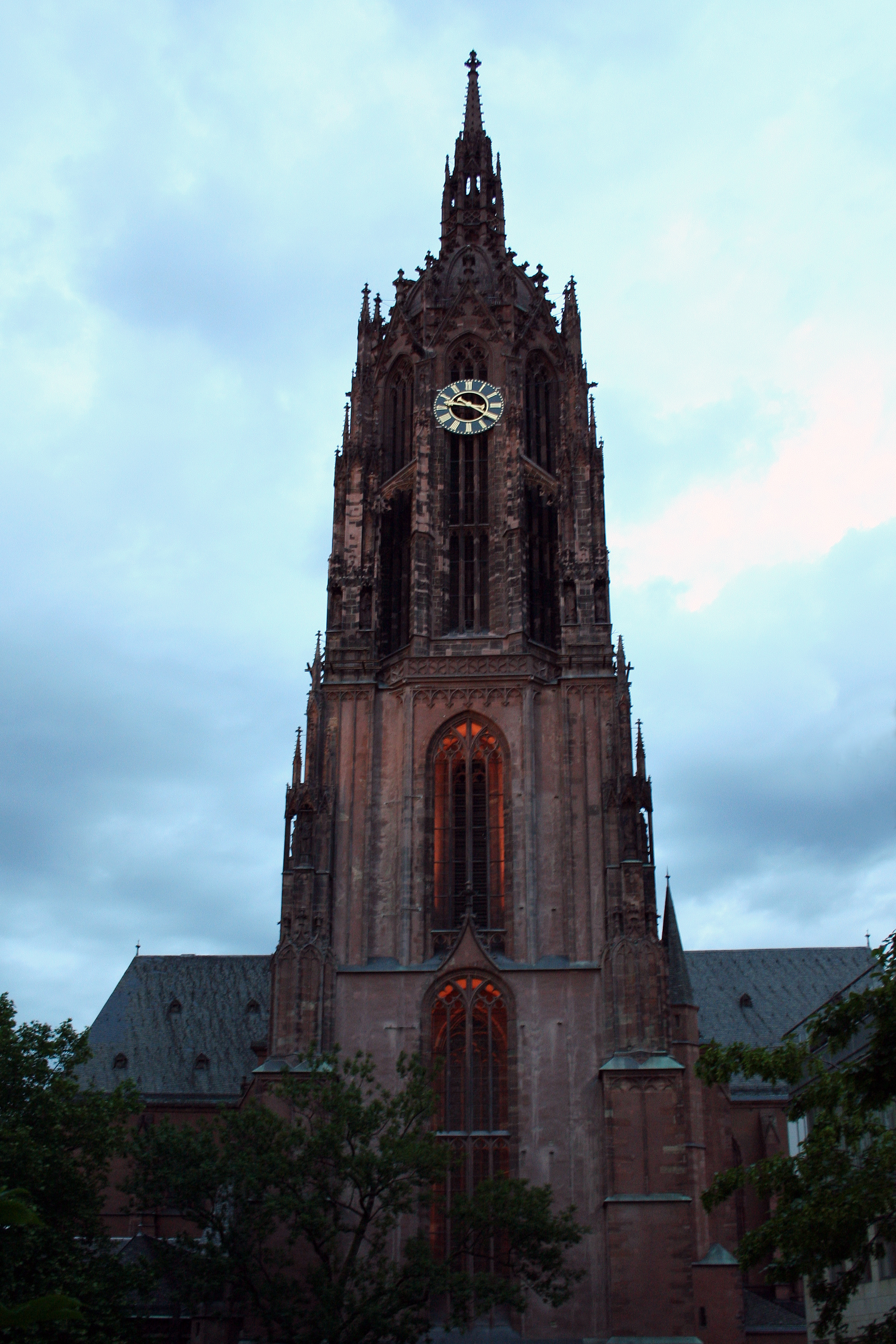
A császárdóm nyugati tornya

A Szent Bertalan-dóm (Dom Sankt Bartholomäus, Kaiserdom) a 14–15. században épült gótikus stílusban egy korábbi, Meroving-kori templom helyén. 1356-tól kezdődően itt választották meg a német-római császárokat, majd 1562 és 1792 között itt is koronázták meg őket innen származik a Császárdóm (Kaiserdom) elnevezése. Noha nem tulajdonképpeni dóm, hiszen Frankfurt nem püspöki székhely, a város lakossága mégis így nevezi, tekintve gazdag történelmi múltját és jelentőségét a Német-római Birodalom keretein belül. 1867-ben egy tűzvész elpusztította. Újjáépítése során nyerte el mai formáját. A világháború során súlyos bombatámadások érték, belseje teljesen kiégett. Az 1950-es években helyreállították. 95 m magas tornya Frankfurt egyik jelképe.
A „katedrális” előtti téren egy Régészeti kert (Archäologischer Garten) található, amely egy 75-110 között épült római terma maradványait mutatja be, valamint egy Karoling-kori palota, a Königspfalz Frankfurt alapjainak maradványait a 9. századból.
Mellette áll az 1396-ban épített Leinwandhaus (Vászonház), amely, mint azt neve is mutatja, kelmekereskedők otthona volt. A gótikus stílusú épületet a történelem során börtönként is használták.
Az egykori zsidó gettó a „katedrális” és a Majna-part között húzódott. Központja a Börneplatz (Börne tér) volt. Az egykori zsinagógát, amely közvetlenül a templom mellett állt a 15. századi zsidóüldözések során elpusztították. A Zsidómúzeum (Jüdisches Museum) a város híres zsidó szülöttjének Meyer Amschel Rothschild (1743–1812), a híres Rothschild-bank alapítójának palotájában található.
Mögötte áll a Modern Művészetek Múzeumának (Museum für Moderne Kunst) tortaszelethez hasonlítható épülete.

#### Frankfurter Paulskirche

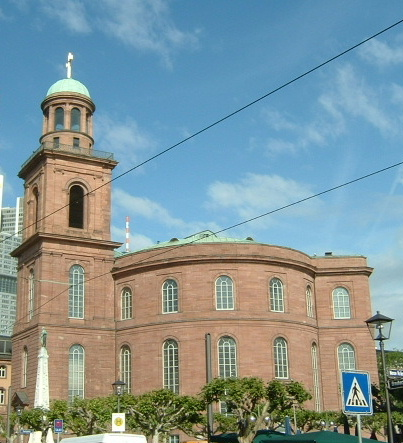
A Szent Pál-templom

A Frankfurter Paulskirche Frankfurt és egyben Németország egyik legjelentősebb temploma, nemzeti történelmi emlékhely. 1944-ig a város fő evangélikus temploma volt. Az ovális alaprajzú templom építését 1789-ben kezdték el az 1786-ban lebontott középkori Barfüßerkirche (Mezítlábas templom) helyén és 1833-ra fejezték be. A templom épületében tartotta gyűléseit 1848-1849-es német forradalom idején a Nemzetgyűlés, az első szabadon választott német törvényhozói testület, melyet aztán a porosz és osztrák csapatok segítségével számoltak fel. 1852 után ismét vallási célokra használták. A második világháborúban, az óváros többi épületével együtt bombatámadások áldozata lett. Jelentős történelmi szerepe miatt a Szent Pál-templomot állították helyre elsőként, legalábbis külsőleg. 1949-ben itt ünnepelték a Frankfurti Nemzetgyűlés 100. évfordulóját. Az épületet napjainkban kiállítási és reprezentációs célokra használják.

#### A Hauptwache és környéke

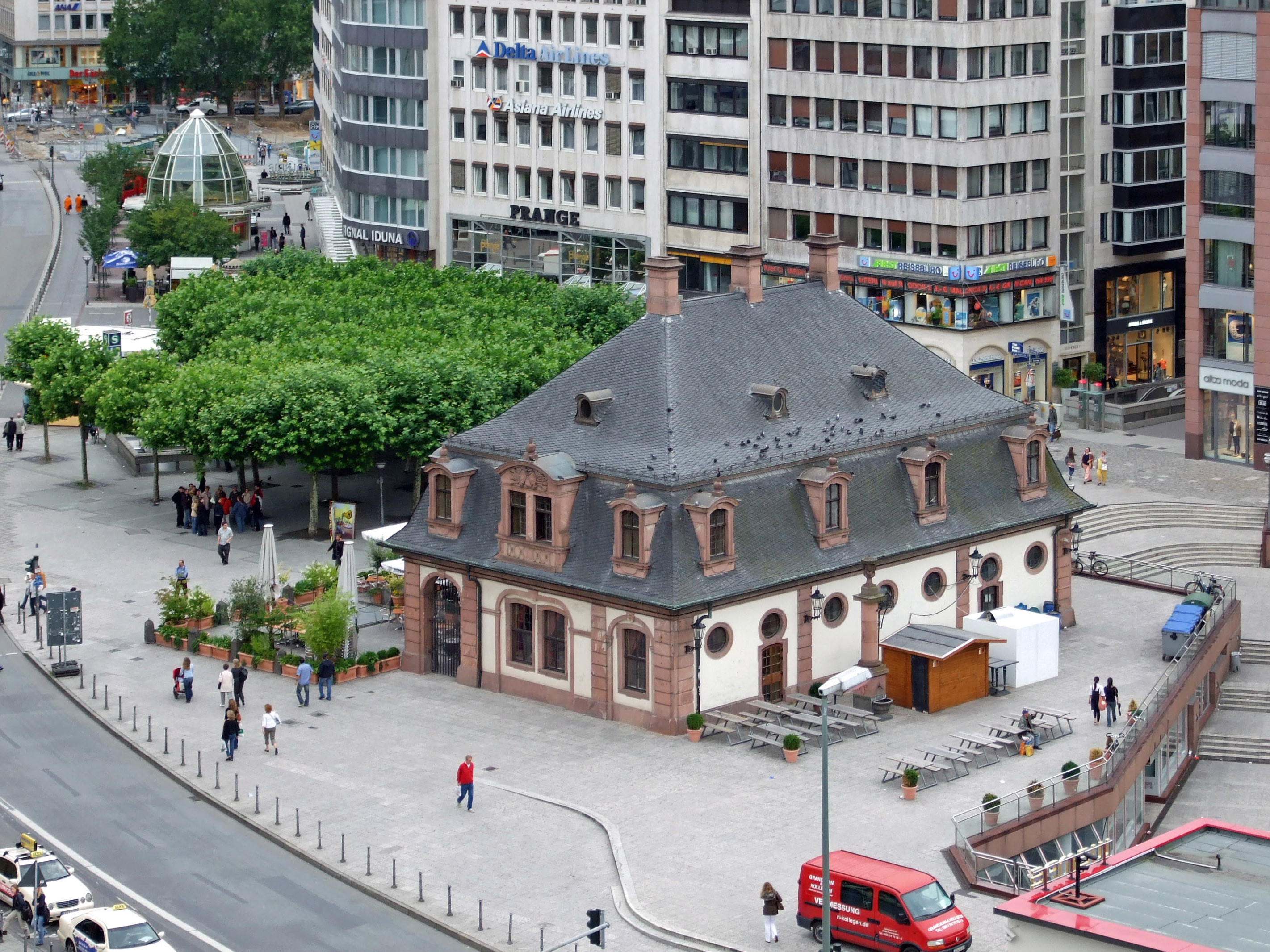
Hauptwache

A Hauptwache (magyarul Főőrség) Frankfurt legforgalmasabb tere. Nevét az itt álló Hauptwache-házról kapta, melyet 1730-ban építettek, és hosszú ideig a helyi csendőrség székhelye, illetve börtön volt. Az épületet többször is megostromolták, először az 1833-as felkelés során, majd az 1848-as forradalom ideje alatt. Amikor 1866-ban a város Poroszország fennhatósága alá került, a csendőrséget felszámolták, de a börtön 1904-ig tovább működött. Az épületben ma kávézó működik.
A környező tér eredeti nevét – Schillerplatz – ma már nem használják, helyette pusztán Hauptwache-t emlegetnek a helyi lakosok. A tér alatt találkozik több metró és S-Bahn vonal, melyek állomását hatalmas földalatti bevásárlóközponttá alakították át.
A térről indulnak ki a város legforgalmasabb bevásárlóutcái: Biebergasse (köznapi nyelven Fressgass, azaz Evés-utca az itt található számos vendéglátóipari egység miatt), Schillerstraße, Steinweg, Liebfrauengasse. Szintén a Hauptwachétól kezdődik a Zeil, melyet Németország legforgalmasabb bevásárlóutcájaként tartanak számon.
A Hauptwache épülete mellett áll Frankfurt legnagyobb evangélikus temploma a Szent Katalin-templom (Katharinenkirche), amely a Paulskirchétől vette át a város evangélikus főtemplomának a szerepét. A 103 m magas barokk templomot 1678-1681 között építették. A többi óvárosi épülethez hasonlóan megszenvedte a második világháború bombázásait.
A Hauptwache közelében áll Goethe szülőháza (Goethe-Haus), ahol a híres német költő született 1749-ben. Az épület a második világháborúban ugyan teljesen elpusztult, de eredeti formájában újjáépítették.

#### A Régi és Új Operaház

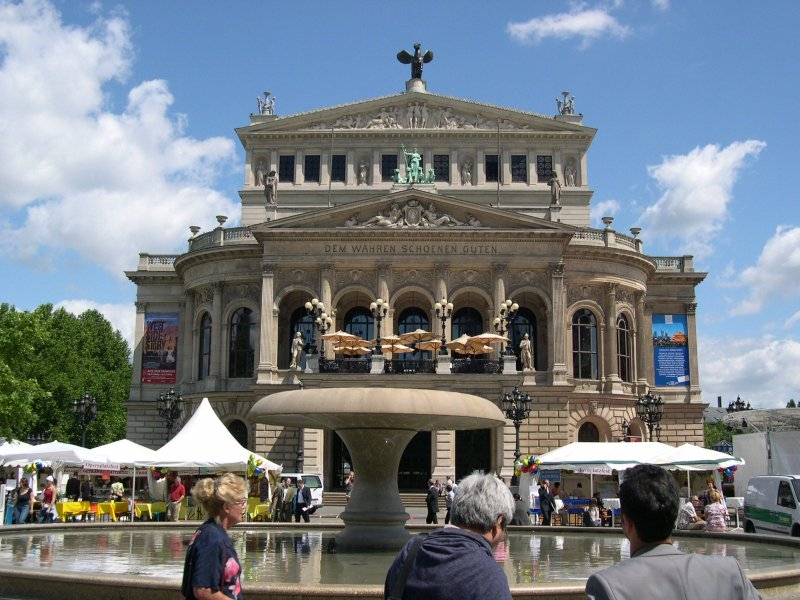
Régi Opera (Alte Oper)

A Régi Opera, azaz Alte Oper Frankfurt első operaháza volt. Az épületet, melynek építését a város lakossága finanszírozta, 1880-ban nyitották meg és korának egyik legszebb hasonló jellegű épülete volt. A második világháború bombázásai során elpusztult és újjáépítése sokáig vita tárgyát képezte. Mivel 1951-re felépült a Frankfurti Operaház (Opernhaus) sokan feleslegesnek tartották újjáépítését, 1981. augusztus 28-án azonban ismét megnyitotta kapuit a közönség előtt.
Az Új Opera, hivatalos nevén Opern- und Schauspielhaus Frankfurt 1951-ben épült a Römerberg közelében. Európa egyik legszínvonalasabb operaházaként tartják számon, amit az is tanúsít, hogy a 2005/2006-os évadban tizenkét premiernek adott otthont, többnek, mint bármely más európai operaház, 2003-ban pedig elnyerte az Év Operaháza címet.

#### A Börse és környéke

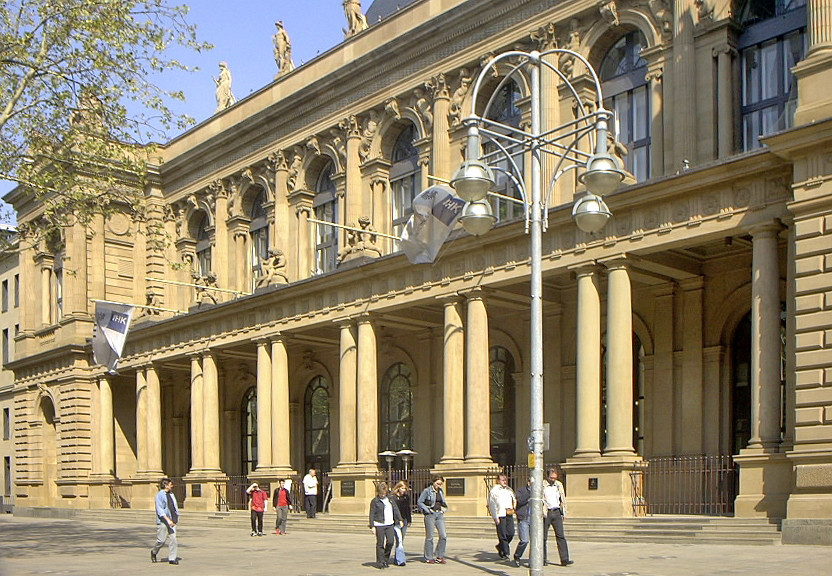
A tőzsde épülete

A város pénzügyi életének központja a Börsenplatz (Tőzsde tér), melynek meghatározó épülete a Neue Börse, az 1879-ben épített tőzsdepalota. Az előtte álló szoborcsoport, mely egy medvét és bikát ábrázol a frankfurti pénzpiac szimbólumai. A városban már 1585-ben működtek pénzváltók.
A tőzsde mögötti utcában található a város egykori védműrendszerének egyik fennmaradt kapuja az Eschenheimer Turm (Eschenheimi bástya).

### Felhőkarcolók

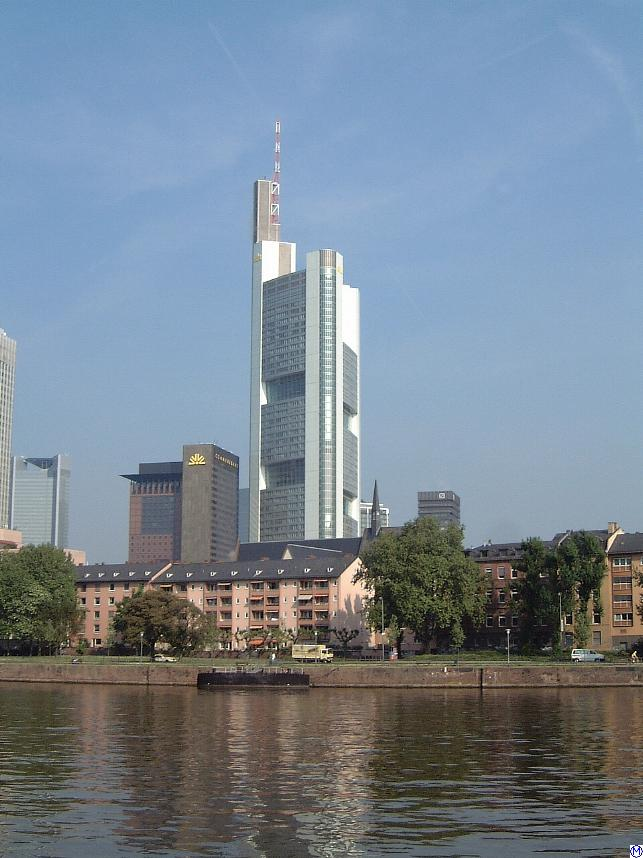
Commerzbank Tower

Frankfurt az egyetlen németországi város, melynek panorámáját 150 méternél magasabb felhőkarcolók tarkítják. Ezek a város nyugati részében állnak, a Hauptwache és a Főpályaduvar közötti városrészben, melynek neve Bankenviertel, azaz Bank-negyed. 120 méternél magasabb felhőkarcolók:
- Commerzbank Tower – 1997-ben épült, és 259 méteres magasságával 2003-ig a legmagasabb európai felhőkarcolóként tartották számon. Az 56 emeletes, háromszög alaprajzú épület tervezője Sir Norman Foster volt. A tetején lévő antennákkal együtt magassága összesen 300 méter.
- Messeturm – 1990 és 1997 között Európa legmagasabb toronyháza volt. Az épület 257 méter magas, 63 emelettel. Helmut Jahn német építész tervezte. Az épület jellegzetessége a tetején levő 36 méter magas piramis.
- Westendtower – a 208 méter magas, 53 emeletes felhőkarcoló 1993-ban épült. Gyakran Kronenhochhausnak nevezik (Koronás-toronyház) a tetejét díszítő 95 tonnás, korona alakú acélszerkezet miatt.
- Maintower – az antennával együtt 240 m magas felhőkarcoló 1996–1999 között épült. Alakja két összeépített toronyra emlékeztet. Ma televízióstúdió és bankok működnek benne. Jellegzetessége a sötétkék színű üvegborítás.
- Trianon – 186 méter magas, háromszögletű felhőkarcoló. A 45 emeletes épület 1993-ra épült fel. Jellegzetessége a tetejét díszítő fordított, háromoldalú gúla (innen származik elnevezése is).
- Silver Tower – ismertebb nevén Dresdner Bank-Hochhaus 166 méter magas, 32 emelettel. 1975–1978 között épült fel. Legfelső emeletén egy üveggel burkolt auditórium és konferenciaterem található. 1998-ban egy tűzesetben megrongálódott a 32. emelet.
- Deutsche Bank Zwillingstürme – azaz a Deutsche Bank ikertornyok, mint azt neve is mutatja két toronyból (Deutsche Bank 1 és Deutsche Bank 2) álló komplexum. A 155 méter magas tornyokat 1979–1984 kötött építették. A helyiek tartozik és követel gúnynévvel illetik őket.
- Skyper – a város egyik legújabb felhőkarcolója. A 154 m magas épület 2004-2005-ben épült. Érdekessége, hogy az alapok ásásakor talált római villa maradványait megtartották.
- Plaza Büro Center – 159 m magas felhőkarcoló. A 47 emeletes épület 1976-ban épült. Ma a Marriott szállodalánc üzemelteti és ezáltal Európa legmagasabb szállodája.
- Eurotower – a 148 m magas felhőkarcoló 1995-1996-ban épült az Európai Központi Bank számára egy korábbi épület átalakításával.
- City-Hochhaus – ismertebb nevén Selmi-Hochhaus egy 142 m magas felhőkarcoló. Nevét építtetője után kapta. 1971–1974 között épült fel.
- Frankfurter Büro-Center – a 142 méter magas felhőkarcoló 1975–1981 között épült. Építését a ’70-es évek olajkrízise lassította.
- Gallileo – a 38 emeletes, 136 m magas épületet 2003-ban nyitották meg. A Dresdner Bank második épülete Frankfurtban.
- Kastor und Pollux – egy felhőkarcolókomplexum, melynek legmagasabb tornya a 130 m magas, 1997-ben megépített Pollux. Társa mindössze 95 m magas. A Deutsche Bahn használja.
- Garden Towers – a 127 m magas felhőkarcolót 1976-ban építették, majd 2005-ben teljesen átépítették. Nevét az épületben kialakított 12 télikert után kapta.

### A főpályaudvar és környéke
Az 1888-ban átadott Frankfurti főpályaudvar Európa egyik legnagyobb vasúti állomásépülete. Az öthajós vágánycsarnok tartó- és födémszerkezetét 2005 folyamán restaurálták.
A főpályaudvartól északra húzódik a 321 754 m² hasznos kiállítófelülettel rendelkező Messegelände (azaz Vásárváros), mely a legnagyobb Németországban. Jellegzetes épülete a 256 m magas Messeturm felhőkarcoló, valamint a 20 m magas Hammering Man szobor.
Szintén a főpályaudvartól északra található a Bockenheimer Warte, mely az egykori városi védművek egyik fennmaradt bástyája. E mellett található a világhírű Senckenberg Naturmuseum, mely hírnevét elsősorban az itt kiállított ősmaradványoknak köszönheti. A múzeum épülete 1907-ben épült.

### Látnivalók az óvároson kívül

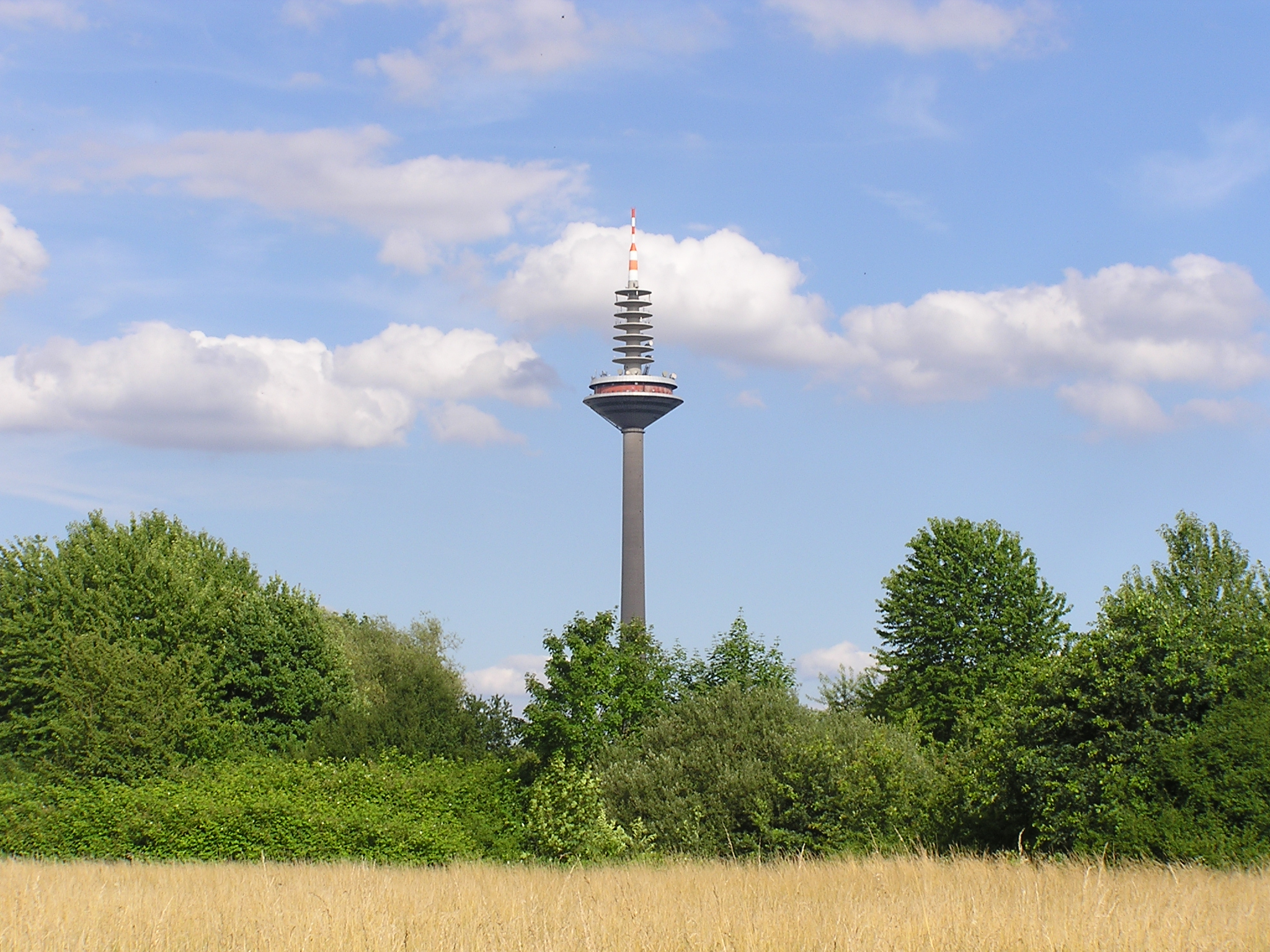
Europaturm

A város egyik érdekes látnivalója az óvárostól keletre fekvő, 1858-ban alapított Állatkert (Zoo), mely egyike Európa leglátogatottabb kertjeinek. Több mint 600 fajt mutat be.
A növénykert (Palmengarten) az óvárostól északnyugatra található. 1868-ban alapították elsősorban tudományos, de nem utolsósorban szórakozási célokra. Hatalmas acélból és üvegből épült pálmaházában számos meleg égövi növényfaj él.
Szintén a város északnyugati részében áll a 337,5 méter magas televízió-torony, az Europaturm, mely Frankfurt legmagasabb épülete, és amelyet a köznyelv a környéken nagy előszeretettel termesztett spárganövényre hasonlító, egyenesen felfelé törekvő formájára utalva – hesseni dialektusban – „spárzsel”-nek (sparschel) is hív.

#### Sachsenhausen

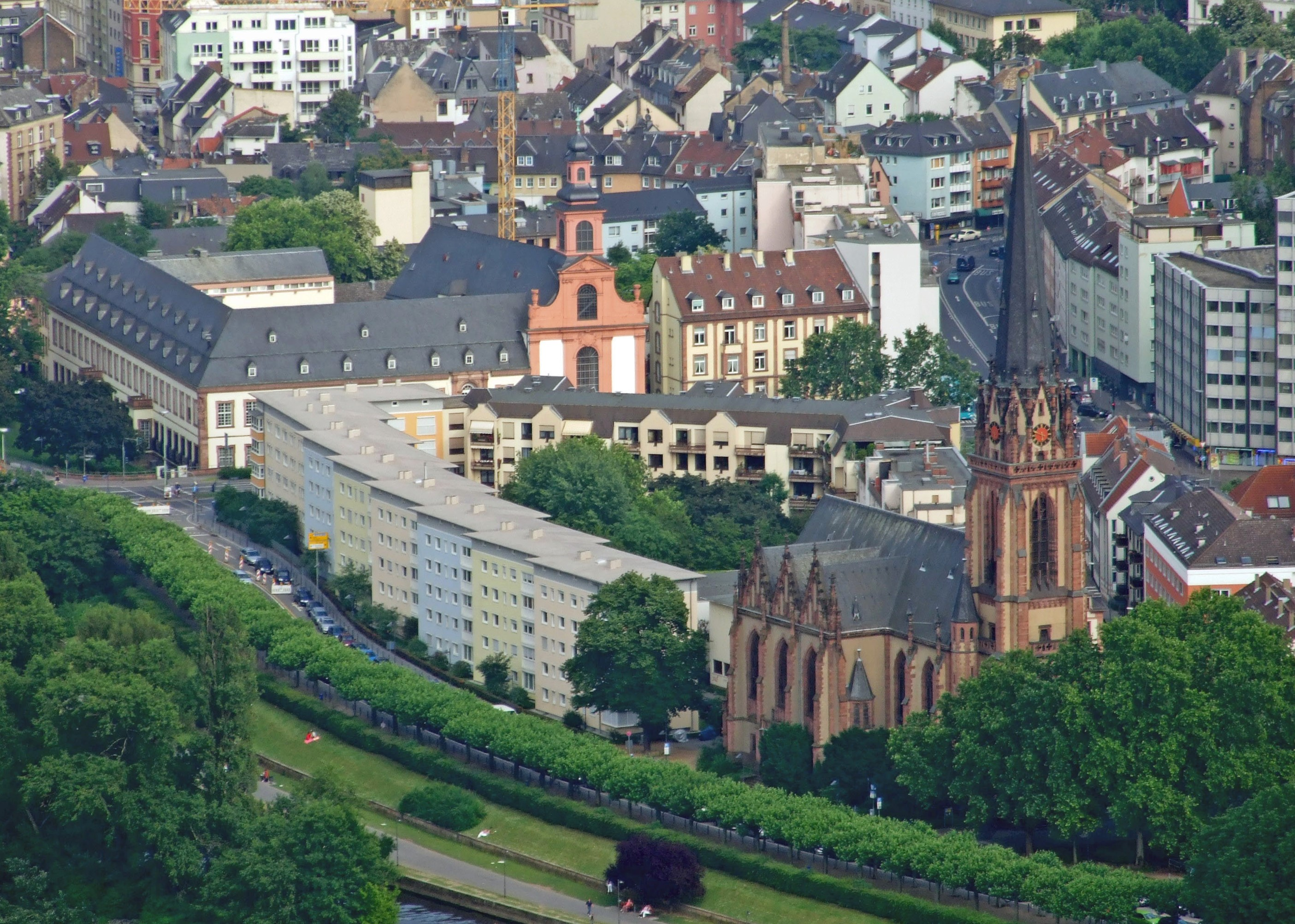
Sachsenhausen központja

Sachsenhausen a Majna déli, óvárossal szemközti partján fekszik. Fő nevezetessége, hogy számos múzeum található itt, amit a parti sétány neve is jelez: Museumsufer. Ezt a sétányt a Majnán átívelő Eiserner Steg gyaloghíd köti össze az óvárossal. Ez az 1869-ben felavatott híd közismert és kedvelt helye a banknegyed toronyházait fényképezőknek.
A Museumsufer Majna-parti része szombatonként bolhapiacnak ad otthont, de itt rendezik meg évente egyszer a Majna-parti múzeumokat népszerűsítő szabadtéri népünnepélyt, a Museumsuferfestet is.
Sachsenhausen központja a barokk Háromkirály-templom (Dreikönigskirche) körüli terecske, melyhez hangulatos, favázas házakkal tarkított utcácskák csatlakoznak. A gyalogos zónává alakított utcák és terecskék alkotják az úgynevezett sachsenhauseni szórakoztatónegyedet (Vergnügungsviertel Alt-Sachsenhausen).

## Híres frankfurtiak

### Frankfurtban születtek
- Johann Wolfgang von Goethe (1749–1832) költő
- Henri Nestlé (1814–1890) svájci származású gyógyszerész, vállalkozó, a Nestlé cég alapítója
- Oskar Boettger (1844–1910) német zoológus, herpetológus, malakológus
- Wilhelm Merton (1848–1916) vállalkozó, szociálpolitikus, a Metallgesellschaft (2000-2005: mg technologies AG, ma: GEA Group AG) alapítója
- Otto Hahn (1879–1968) atomfizikus, Nobel-díjas kémikus (1944), a radiokémia úttörője és az urán maghasadásának felfedezője
- Hans Fischer (1881–1945) Nobel-díjas kémikus (1930), a hem és a klorofill kutatója
- Ernst May (1886–1970) építész, városépítész
- Caesar Rudolf Boettger (1888–1976) német malakológus
- Wilhelm „Willy” Messerschmitt (1898–1978) repülőgépmérnök és vállalkozó, a légi közlekedés egyik úttörője
- Erich Fromm (1900–1980) pszichoanalítikus, filozófus, szociálpszichológus
- Theodor Wiesengrund-Adorno (1903–1969) filozófus, szociológus, zeneszerző
- Israel Robert John Aumann (1930–) közgazdasági Nobel-díjas (2005) matematikus
- Horst Fuchs (1946–2023) német televíziós személyiség
- Gerd Karl Binnig (1947–) Nobel-díjas fizikus (1986), a pásztázó alagútmikroszkóp egyik megalkotója
- Senna Guemmour (1979–) A Monrose formáció tagja
- Jo Weil (1977–) színész

### Frankfurthoz köthető személyek
- Nagy Károly (748?–814)
- Giordano Bruno (1548–1600) olasz filozófus és költő, 1590-ben a város lakója, egy évvel később azonban kiutasítják Frankfurtból
- Johann Philipp Bethmann (1715–1793) kereskedő és bankár, a Bethmann-Bank alapítója
- Arthur Schopenhauer (1788–1860) filozófus, 1833-tól haláláig a város lakója
- Johannes Franz Miquel, 1897-től von Miquel (1828–1901) porosz állam- és pénzügyminiszter, reformpolitikus, Frankfurt am Main főpolgármestere (1880–90)
- Max Horkheimer (1895–1973) filozófus, szociológus, 1922–33 között és 1949-től a város lakója
- Ludwig Erhard (1897–1977) liberál-konzervatív politikus (CDU), a Német Szövetségi Köztársaság gazdasági minisztere (1949–1963), majd kancellárja (1963–66) a városban végezte egyetemi és doktori tanulmányait 1922–25 között
- Hans Albrecht Bethe (1906–2005) Nobel-díjas fizikus (1967), gyermekéveit Frankfurtban töltötte, majd 1933-ban az USA-ba emigrált
- Jürgen Habermas (1929–) filozófus és szociológus, 1964-től a város lakója
- Helmut Kohl (1930–) a Német Szövetségi Köztársaság kancellárja (CDU) (1982–98), 1950 és 1951 között folytatta egyetemi tanulmányait Frankfurtban
- Joschka Fischer (1948–) politikus (Szövetség ’90/Zöldek), a Német Szövetségi Köztársaság külügyminisztere és kancellár-helyettese (1998–2005), 1968-tól a város lakója